# Palio di Legnano
Il palio di Legnano è una festa tradizionale che si svolge annualmente a Legnano dal 1935 per commemorare l'omonima battaglia combattuta il 29 maggio 1176 nei dintorni della città tra le truppe della Lega Lombarda e l'esercito imperiale di Federico Barbarossa. Il territorio di Legnano, comune italiano della città metropolitana di Milano, in Lombardia, è diviso in otto contrade storiche che si sfidano, all'ultima domenica di maggio, in una corsa ippica che chiude la manifestazione.
Fino al 2005 il palio di Legnano era chiamato "Sagra del Carroccio", denominazione che prese già dalla sua seconda edizione, nel 1936. Dal 1954 è ufficialmente annoverato tra le manifestazioni storiche italiane. Tra gli eventi collegati al palio di Legnano trovano anche spazio una sfilata storica e "La Fabbrica del Canto", manifestazione musicale corale internazionale nata nel 1992 su iniziativa dell'Associazione Musicale Jubilate. Nel 2002 la sfilata storica del palio di Legnano è stata riproposta al Columbus Day di New York.

## Le premesse

### Le celebrazioni più antiche

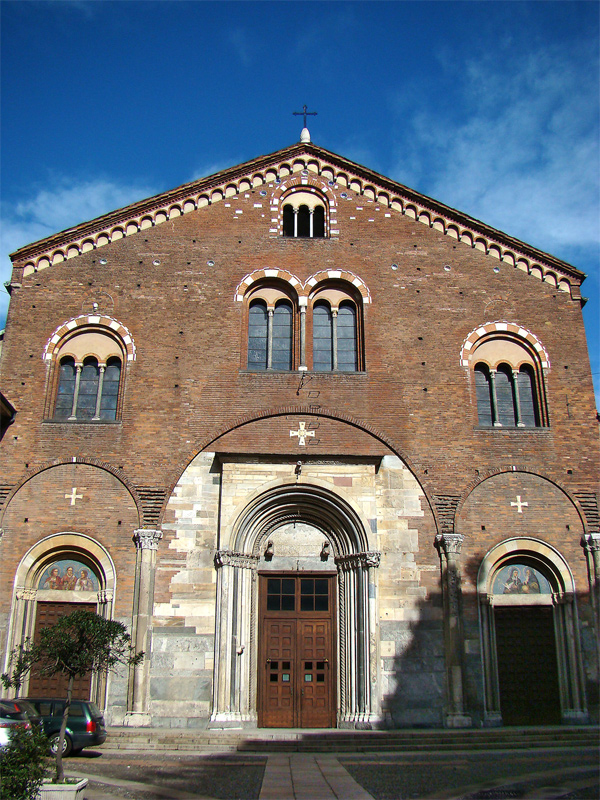
Basilica di San Simpliciano, Milano

Le commemorazioni più antiche della battaglia di Legnano di cui si abbia traccia documentata si sono svolte il 28 maggio 1393 a Milano nella basilica di San Simpliciano. Nel documento, che è costituito da un decreto di quattro pagine emanato dal podestà, dal vicario e dai Dodici di provvisione del comune di Milano, si prescriveva ai magistrati della città di predisporre una processione solenne a completamento della cerimonia civile che si sarebbe dovuta concludere alla basilica di San Simpliciano; all'epoca ogni celebrazione civile era infatti accompagnata da una funzione religiosa. Nell'occasione fu decretato che il 29 maggio, data della battaglia di Legnano, fosse giorno di festività civile e religiosa in tutto il contado milanese. I rappresentanti del comune di Milano avrebbero dovuto partecipare alla processione ogni anno ed erano obbligati, come si legge su un documento dell'epoca:
Nel 1499, con l'occupazione del Ducato di Milano da parte dell'esercito francese, la festività venne prima soppressa, poi ripristinata da san Carlo Borromeo nel 1596, e infine nuovamente sospesa dal 1784. Su una lettera pastorale di san Carlo Borromeo dell'8 maggio 1582, prima del ripristino, si può leggere:
(San Carlo Borromeo)
Il 29 maggio tornò ad essere commemorato durante il Risorgimento quale simbolo della lotta degli italiani contro l'invasore straniero. Le commemorazioni più importanti furono quelle del 29 maggio 1848 a Milano durante la primavera dei popoli, che avvenne solennemente nella basilica di Sant'Ambrogio, e quelle del 1876 a Milano e a Legnano in occasione del settimo centenario della battaglia. Per il settimo centenario della battaglia giunsero a Legnano oltre 40.000 persone da tutta Italia e 197 stendardi rappresentanti tutte le province e molti comuni della Penisola. In ricordo di questo evento, nella moderna piazza San Magno è stata collocata una targa marmorea con questa epigrafe: 
(Lapide a ricordo della cerimonia di festeggiamento del VII centenario della battaglia di Legnano)

Festeggiamenti in piazza San Magno a Legnano per i 700 anni dalla battaglia (29 maggio 1876). Sullo sfondo, gli edifici che all'epoca erano di fronte alla basilica di San Magno e che furono in seguito demoliti

A Legnano, dagli anni seguenti, sull'onda dei festeggiamenti del settecentesimo anniversario, vennero saltuariamente organizzate dalla popolazione commemorazioni della battaglia. La svolta si ebbe il 29 giugno 1900, con l'inaugurazione del monumento al Guerriero di Legnano di Enrico Butti, che sostituì una precedente statua realizzata per il VII centenario della battaglia da Egidio Pozzi: da questa data i festeggiamenti ufficiali della battaglia vennero trasferiti da Milano a Legnano, con i legnanesi che iniziarono a ricordare lo scontro militare tra il Barbarossa e la Lega Lombarda con cadenza annuale. Il monumento è stato costruito su stimolo di Giuseppe Garibaldi: il 16 giugno 1862, durante una sua visita a Legnano su invito del sindaco Andrea Bossi, Garibaldi fece un discorso con cui esortò i legnanesi a erigere un monumento a ricordo della famosa battaglia del 29 maggio 1176:
(Giuseppe Garibaldi)
Per quanto riguarda la celebrazione religiosa alla basilica di San Simpliciano, ancora nel XXI secolo, all'ultima domenica di maggio, la battaglia del 29 maggio 1176 viene ricordata con una processione e con una funzione religiosa che comprende la veglia di una copia della croce di Ariberto da Intimiano: a questa celebrazione partecipa anche una delegazione della città di Legnano e delle sue contrade.

### Il tentativo del 1926

Fabio Vignati, sindaco di Legnano dal 1923 al 1927 e podestà dal 1927 al 1932

La prima proposta di organizzare un evento con il contributo dell'Amministrazione comunale fu ipotizzata nel 1926 da Carlo De Giorgi, giornalista ed esponente locale del Partito Nazionale Fascista. De Giorgi, fondatore del periodico locale Lo Specchio, cercò di tradurre in pratica questa idea per commemorare il 750º anniversario della battaglia, che cadeva proprio nel 1926. Sul numero della rivista da lui fondata che uscì il 29 maggio, De Giorgi comunicò il fallimento dell'iniziativa con queste parole: 
(Carlo De Giorgi, articolo apparso sul periodico Lo specchio il 29 maggio 1926)
Questa idea non ebbe seguito a causa del costo troppo elevato dell'organizzazione dell'evento, che venne stimato in 50.000 lire, un ammontare giudicato eccessivo anche da Fabio Vignati, all'epoca podestà di Legnano e quindi capo dell'Amministrazione comunale, nonché persona attenta alla storia di Legnano e spesso generosa, anche economicamente, nei confronti delle iniziative culturali.
Le 50.000 lire preventivate comprendevano 35.000 lire da destinare al pagamento del prestito di 400 abiti medievali, e 15.000 lire per i cavalli destinati alla corsa ippica e per i buoi che avrebbero dovuto trainare la copia del Carroccio. Questo sarebbe stato un impegno economico assai cospicuo: facendo un paragone, per restaurare interamente il campanile della basilica di San Magno di Legnano, sempre nel 1926, vennero spese 48.000 lire.

### La festa del Carroccio del 1932

Il campo sportivo Brusadelli nel 1938

La prima manifestazione predisposta ufficialmente dalle autorità cittadine legnanesi, che ebbe luogo nel 1932, fu ancora su iniziativa di Carlo De Giorgi. Questa volta il proposito di organizzare una manifestazione che commemorasse la battaglia di Legnano ebbe seguito perché il clima politico era nel frattempo cambiato: il fascismo, già da tempo, era impegnato a stimolare la nascita di eventi che celebrassero l'orgoglio nazionale anche con l'elargizione di importanti finanziamenti. Uno di questi eventi fu appunto la battaglia di Legnano, dove le truppe italiane della Lega Lombarda sconfissero le armate tedesche del Sacro Romano Impero, ponendo fine al sogno egemonico dell'imperatore teutonico Federico Barbarossa sull'Italia settentrionale.
Questa manifestazione, che venne chiamata "festa del Carroccio" e che ebbe questa volta il pieno appoggio dell'Amministrazione comunale, comprendeva una fiera gastronomica allestita nelle moderne vie Diaz e Matteotti, una sfilata storica per le vie di Legnano e una gara ippica che venne organizzata al locale campo sportivo Brusadelli (realizzato come centro sportivo per il dopolavoro del Cotonificio Dell'Acqua, ora è intitolato a Pino Cozzi, storico presidente dell'Unione Sportiva Legnanese) e che non si concluse per la morte di un fantino, un adolescente di soli 15 anni poco allenato alle gare, che cadde da cavallo venendo ucciso sul colpo. Con la festa del Carroccio si passò quindi da celebrazioni civili austere e solenni a uno spettacolo folcloristico e sportivo, sebbene non fortunato, perlomeno nella sua prima edizione assoluta, a causa della disgrazia menzionata.
Come conseguenza alla tragedia che colpì il giovane fantino, negli anni immediatamente successivi, la gara ippica non venne ripetuta, fermo restando l'organizzazione degli altri eventi, che continuarono ad avere luogo anche in seguito. Le dieci contrade che avrebbero partecipato alla prima edizione del palio di Legnano (1935) vennero istituite nel 1932 in occasione della festa del Carroccio: Ponzella, Olmina, San Bernardino, Legnarello, San Martino, Sant'Erasmo, Sant'Ambrogio, San Domenico, La Flora e San Magno, con le ultime otto che prendono ancora parte alla manifestazione moderna.

## Storia

### Gli anni trenta

#### La prima edizione

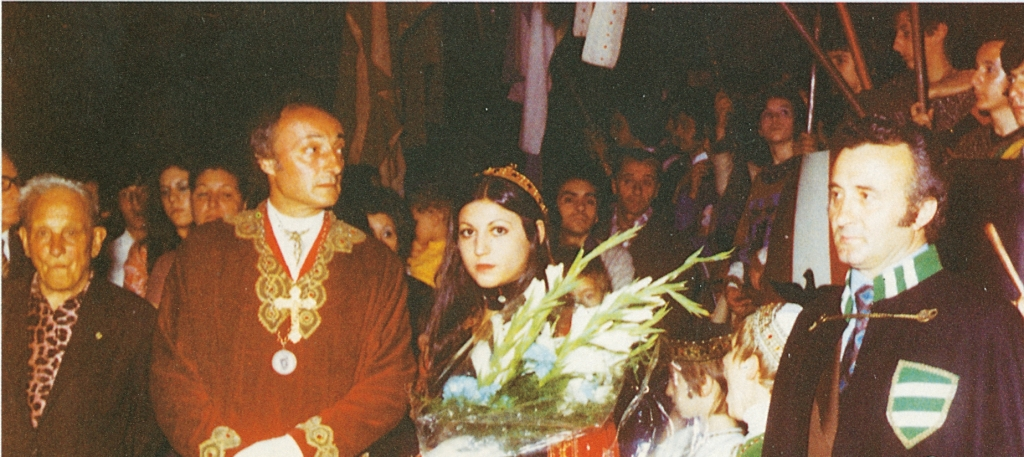
La reggenza della contrada San Domenico negli anni settanta del XX secolo. Il primo a sinistra è Vittorio Ciapparelli, primo vincitore del palio di Legnano (1935).

Il Palio di Legnano, nella sua versione moderna, venne organizzato per la prima volta il 26 maggio 1935 tra le dieci contrade sopra menzionate, in seguito ridotte a otto. Il palio nacque quindi durante l'epoca fascista, in un contesto storico in cui le autorità statali erano impegnate a promuovere coercitivamente tutti gli aspetti legati al nazionalismo italiano richiamando, dove necessario, gli avvenimenti che segnarono in modo vittorioso la storia patria. Riferendosi alla prima edizione del palio, il gerarca fascista Rino Parenti scrisse:
(Rino Parenti riferendosi al palio di Legnano)
Nelle prime edizioni prebelliche la vittoria al palio non era determinata solamente dalla gara ippica, ma anche da altre tre competizioni: una corsa a piedi, da una gara ciclistica e una competizione automobilistica. Alle contrade veniva poi assegnato un punteggio per ogni piazzamento nelle quattro specialità, la cui somma proclamava la vincitrice del palio. La prima edizione della corsa ippica, che fu disputata nel 1935, venne vinta dalla contrada San Domenico, seguita da Legnarello e da La Flora. L'esordio del palio di Legnano fu un successo, sia di pubblico che organizzativo, tant'è che vi presenziarono anche turisti provenienti da altre città italiane.
Il nome del fantino vincitore della prima edizione della corsa ippica, Vittorio Ciapparelli, è però contestato da Franco Marini, già Gran priore della contrada San Domenico e testimone oculare della corsa ippica del 1935: Marini sostiene che la competizione fosse stata in realtà vinta da un cavallo scosso precedentemente condotto da Pierino Ramolini, avvenimento che venne ripreso e trasmesso, sempre secondo l'ex Gran priore della contrada San Domenico, dal cinegiornale Luce. La tesi di Marini è però contraddetta dalle fonti ufficiali che riportano, come nome del fantino vittorioso, quello di Ciapparelli. Queste informazioni contraddittorie sono dovute al fatto che la corsa ippica, nelle prime edizioni, non era considerata di primaria importanza rispetto agli altri eventi della manifestazione, tant'è che il suo primo albo d'oro venne compilato solo nel 1938: proprio su questa prima edizione dell'elenco dei vincitori della corsa ippica è riportato il nome di Vittorio Ciapparelli.

#### Le altre edizioni del decennio

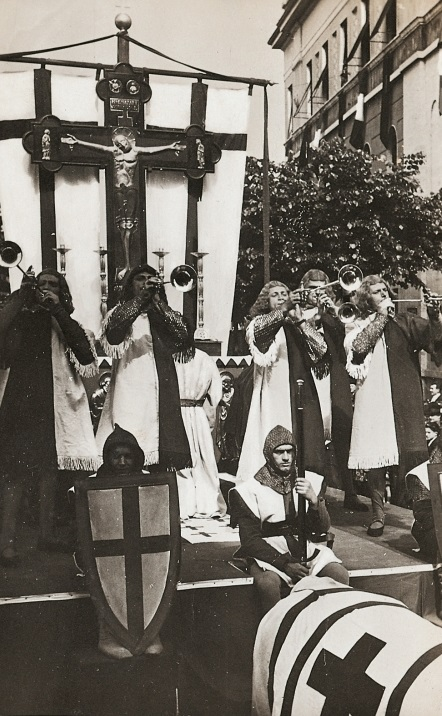
Il Carroccio nella sfilata storica per il palio di Legnano 1939

La prima edizione della corsa ippica venne disputata al campo Brusadelli, mentre in seguito la gara fu trasferita nello stadio cittadino di via Pisacane, dove viene organizzata tuttora. Il trasferimento allo stadio cittadino non fu la sola novità di quell'anno: dal canapo si passò ai nastri di partenza, e la monta a pelo venne sostituita dalla cavalcatura con la sella. Il canapo fu poi reintrodotto nel 1952 per poi essere sostituito dai nastri nell'anno successivo, mentre dal 1961 al 1963 la partenza dei cavalli venne decretata dall'apertura di gabbie. Nel 1963 furono reintrodotti i nastri di partenza, che furono sostituiti nel 1974, questa volta definitivamente, dal canapo.
Già dalla seconda edizione (1936) il nome della manifestazione mutò in "Sagra del Carroccio": ciò fu dovuto ad un ordine diretto di Benito Mussolini, che obbligò gli organizzatori della manifestazione legnanese a cambiare il nome dell'evento in modo tale che il termine "palio" fosse associato, in via esclusiva, solo all'omonima manifestazione di Siena. Il 5 giugno 1935, poco dopo il termine della prima edizione della manifestazione, Galeazzo Ciano, sottosegretario del Consiglio dei ministri del Regno d'Italia con delega alla Stampa e alla Propaganda, inviò un telegramma al prefetto di Milano, immediatamente inoltrato al commissario prefettizio di Legnano, che riportava il seguente ordine:
(Galeazzo Ciano, 5 giugno 1935)

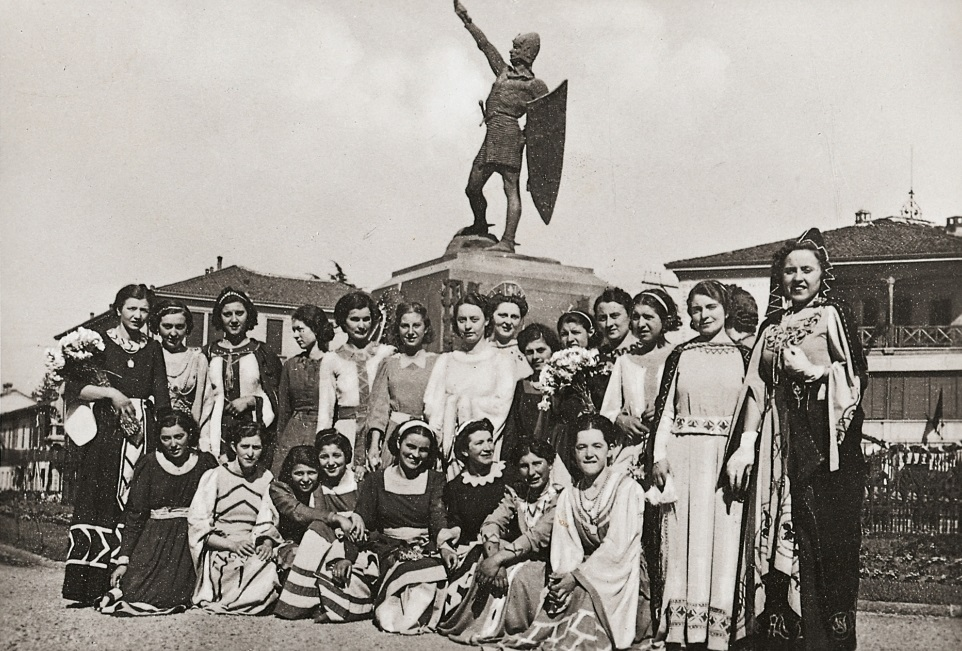
Castellane e dame in posa davanti al monumento al Guerriero di Legnano (1939)

Per l'edizione del 1936 il comitato organizzatore fece uno sforzo per rendere la sagra più suggestiva: le contrade furono maggiormente protagoniste nell'organizzazione e i soldati del 3º Reggimento "Savoia Cavalleria" di Milano vennero coinvolti nella sfilata storica, dove impersonarono la Compagnia della Morte. Alla seconda edizione della manifestazione parteciparono, come figuranti del corteo storico, anche altri militari delle forze armate italiane di stanza a Legnano. Nel 1936 i rioni storici vennero ridotti a nove, con la soppressione della contrada Ponzella, numero che scese a otto nel 1937, con la soppressione anche della contrada Olmina. La crescita popolare e qualitativa della manifestazione continuò a progredire anche negli anni successivi, soprattutto per quanto riguarda la sfilata, che diventò mano a mano sempre più suggestiva.
Nel 1937 venne ufficialmente deciso di cadenzare la Sagra del Carroccio tutti gli anni: nell'occasione le contrade si dotarono di colori peculiari e di un gonfalone, mentre a capo dei rioni storici vennero messe importanti personalità della vita cittadina; è a partire da questa edizione che iniziò a diffondersi la competizione tra le contrade. Vennero poi istituiti tre comitati ufficiali per l'organizzazione della manifestazione: il comitato organizzativo vero e proprio, di pertinenza del dopolavoro dei dipendenti comunali, che si dedicava agli aspetti generali, e due comitati specifici che si occupavano, rispettivamente, degli aspetti artistici-culturali e di quelli prettamente amministrativi.

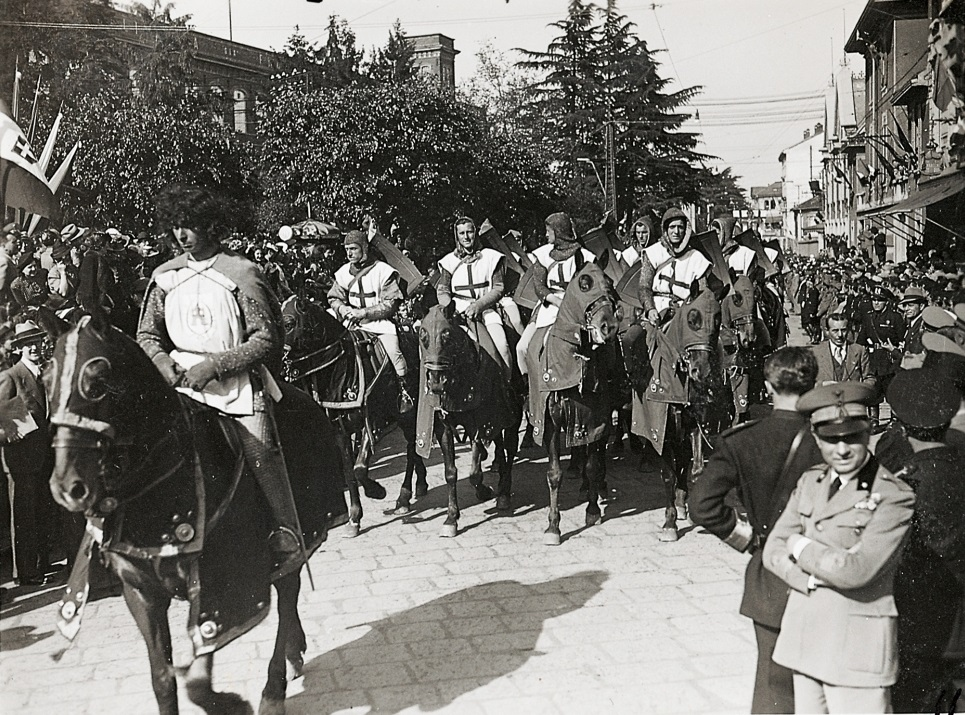
Il reggimento Savoia Cavalleria nel ruolo della Compagnia della Morte per il Palio di Legnano 1939

La Sagra del Carroccio fu interrotta dopo l'edizione del 1939: gli organizzatori non volevano irritare l'alleato tedesco con una manifestazione che richiamasse una vittoria militare italiana su armate teutoniche. Questo sentimento era condiviso anche dalle alte sfere, e quindi vennero sospesi tutti i festeggiamenti della data del 29 maggio che si tenevano sul territorio nazionale. All'edizione del 1939 presenziarono i principi di Savoia, alcune personalità militari e civili di Milano e le rappresentanze dei comuni un tempo coalizzati nella Lega Lombarda. Questa edizione ebbe un grande successo, sia tra la cittadinanza legnanese che tra i turisti, tanto che è ricordata come tra le sagre meglio riuscite. A causa della sospensione della manifestazione, la copia della croce di Ariberto di Intimiano, ambito premio della gara ippica, venne conservata nella chiesa di Sant'Erasmo, edificio religioso di riferimento dell'omonima contrada vincitrice nel 1939, per più di dieci anni.

### Gli anni cinquanta
La Sagra del Carroccio non venne ripresa che nel maggio del 1952 per iniziativa dell'associazione Famiglia Legnanese, del prevosto della città e del comune di Legnano, questa volta totalmente sganciata dai significati politici imposti prima della guerra dal regime fascista; i fondi necessari per realizzare la sagra vennero messi a disposizione dall'Amministrazione comunale e da un prestito della Banca di Legnano. Anacleto Tenconi, all'epoca sindaco di Legnano, richiamò così quei momenti:
(Anacleto Tenconi)

Anacleto Tenconi, sindaco di Legnano dal 1945 al 1946 e dal 1951 al 1961

Sempre Tenconi, rammenta così l'organizzazione della prima edizione postbellica:
(Anacleto Tenconi)

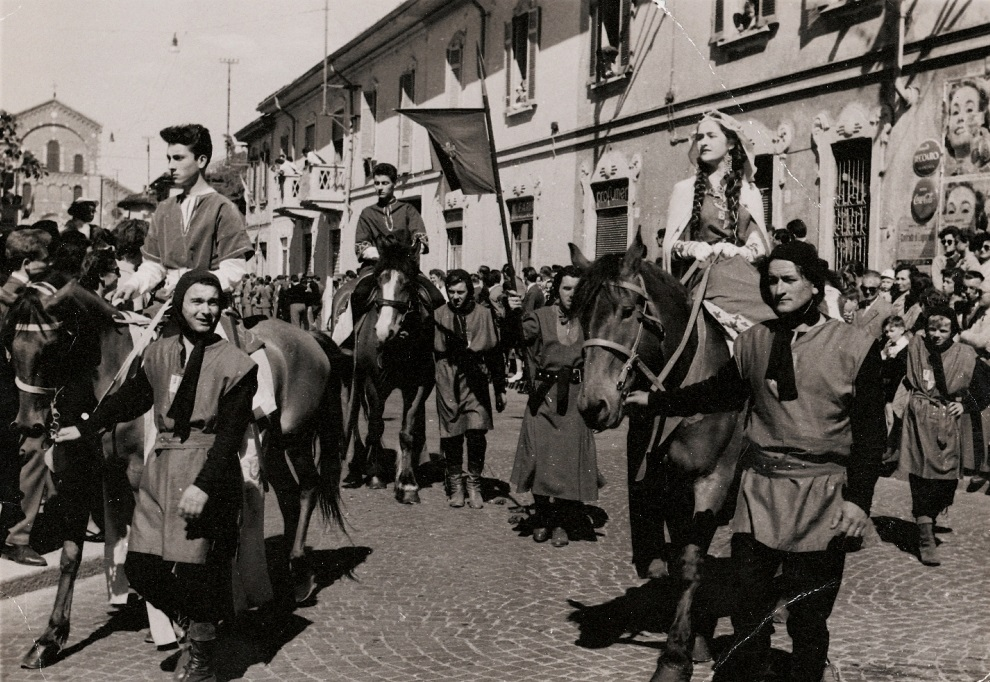
Sfilata storica per il palio di Legnano 1955. Negli anni cinquanta la sfilata storica partiva dalla chiesa di riferimento della contrada vincitrice del palio dell'anno precedente. In questo caso la sfilata partì dalla chiesa del Santissimo Redentore, che si vede sullo sfondo, della contrada Legnarello

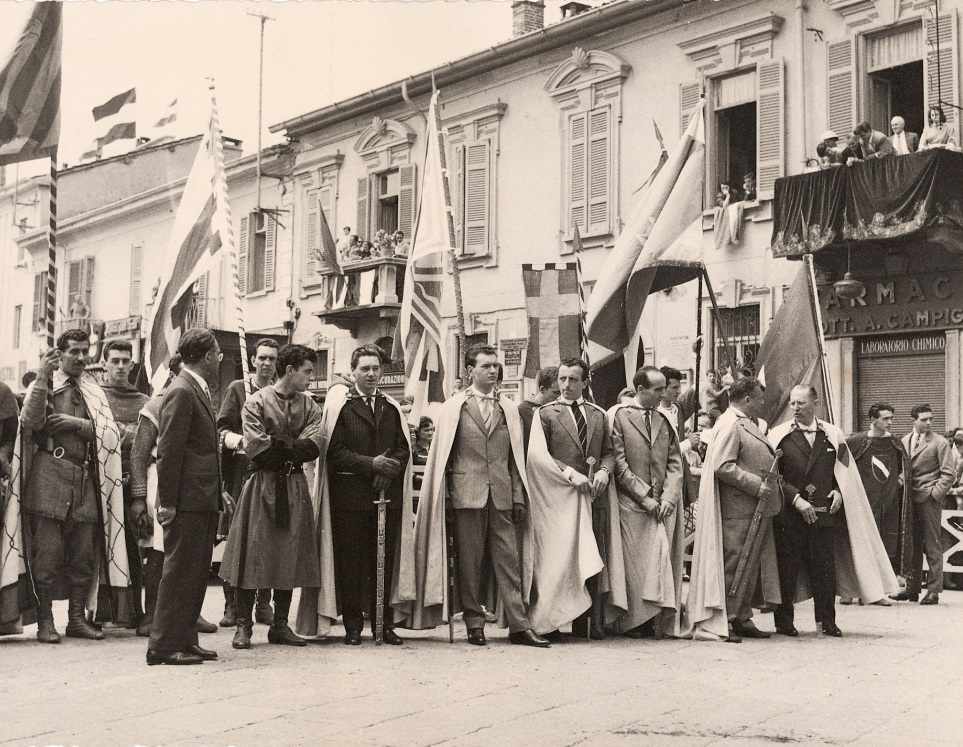
Investitura religiosa dei capitani di contrada in piazza San Magno per il palio di Legnano 1956

Come già accennato, con la caduta del fascismo e la fine della seconda guerra mondiale, dalla manifestazione vennero eliminati quei connotati politici che tanto avevano caratterizzato le edizioni prebelliche. La Sagra del Carroccio, oltre al senso storico che richiama la famosa battaglia, acquisì anche un significato legato a quell'importante e sentito momento di festa della città — con le contrade raccolte idealmente intorno al Carroccio — che vale ancora oggi. Umberto De Giovannini, presidente della Sagra del Carroccio dal 1952 al 1956, ricorda così il sentimento diffuso in occasione della prima edizione postbellica della manifestazione: 
(Umberto De Giovannini)
Con la ripresa dell'organizzazione della manifestazione, la durata dei festeggiamenti passò da una a due settimane per poi evolvere, nel corso del tempo, a un mese intero, il cosiddetto "Maggio Legnanese". È sempre del 1952 la rifinitura delle leggende di contrada, che vennero dotate di maggiori particolari e di una più completa e ragionata descrizione.
Dal 1954 il palio di Legnano è ufficialmente annoverato tra le manifestazione storiche italiane; nello stesso anno una rappresentanza dei protagonisti della Sagra del Carroccio, insieme ad altre undici delegazioni di manifestazioni storiche italiane, fu invitata alle celebrazioni Colombiane che furono organizzate a Genova dal 3 al 15 ottobre.
Nell'anno successivo venne istituito il collegio dei capitani e delle contrade, la cui funzione è ancora oggi quella di coordinare le attività, le azioni e gli intenti degli stessi. Grazie all'opera del collegio, le contrade hanno rivestito nella manifestazione un ruolo sempre più di primo piano. Dal 1955 il comitato organizzatore del palio di Legnano è formato da questo collegio, dal comune di Legnano e dalla Famiglia Legnanese.
La gara ippica del 1955 è stata sospesa e non attribuita per una partenza contestata a causa di un errore di uno dei giudici di gara, mentre quella dell'anno successivo fu avvelenata da polemiche per un altro errore dei giudici che — privi del fotofinish — qualificarono per la finale San Martino in luogo di Sant'Erasmo.

Papa Giovanni XXIII e una rappresentanza del comitato organizzatore della Sagra del Carroccio durante l'udienza concessagli il 19 maggio 1959

Nel 1959 è stata realizzata, davanti alla chiesa del Santissimo Redentore, nella contrada Legnarello, una fontana monumentale su cui sono stati scolpiti gli stemmi delle contrade e i simboli più importanti della sagra. Nello stesso anno, il 19 maggio 1959, papa Giovanni XXIII concesse udienza privata nella sala del trono al sindaco di Legnano in veste di supremo magistrato della sagra, ai capitani delle contrade e a una rappresentanza della Famiglia Legnanese.
Le edizioni degli anni cinquanta della Sagra del Carroccio ebbero successo anche sui mezzi d'informazione: nel 1952 la manifestazione legnanese ebbe l'onore di comparire sulle copertine de La Domenica del Corriere e della rivista Grazia mentre, sempre nello stesso anno, il periodico satirico Candido collocò alla Sagra del Carroccio parte di una storia a fumetti di Giovannino Guareschi che aveva tra i protagonisti Stalin, Palmiro Togliatti, Pietro Nenni e Nilde Iotti. In questo decennio fu deciso anche un maggiore coinvolgimento della società civile legnanese e dei comuni un tempo coalizzati nella Lega Lombarda.
I finanziamenti di queste edizioni, oltre che dal comune di Legnano, che utilizzava gli incassi ottenuti dai biglietti venduti per assistere alla corsa ippica, provenivano dalla provincia di Milano e da soggetti privati come la Cariplo, il Banco Lariano e la Banca di Legnano: quest'ultima diverrà poi, negli anni novanta, uno degli sponsor della manifestazione.

### Gli anni sessanta

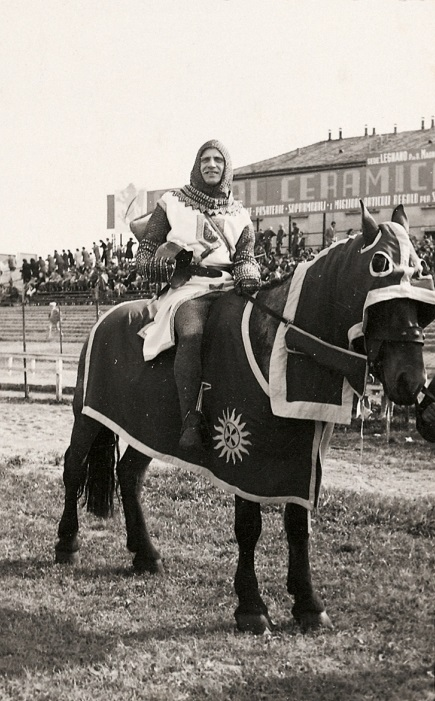
Sfilata storica per un'edizione del palio di Legnano degli anni sessanta. Sul cavallo Felice Musazzi, capitano della contrada Legnarello nel 1967, 1968 e nel 1969

Nel 1960 accadde un fatto curioso: uno "sciopero" di alcuni fantini, che non raggiunsero l'accordo economico con le loro contrade per partecipare al palio, nonostante le pressanti trattative che si protrassero quasi fino alla corsa ippica, causò la defezione, all'ultimo momento, di quattro di loro. Ogni fantino fu quindi obbligato a correre per due contrade.
Nel 1961 i capitani delle contrade di Legnano ebbero un incontro ufficiale con l'arcivescovo di Milano Giovanni Battista Montini, futuro papa Paolo VI, che si espresse così in riferimento alla manifestazione legnanese:
(Giovanni Battista Montini)
La corsa ippica del 1961 fu l'unica a cui partecipò un fantino di sesso femminile, Cucca Felli, giovane cavallerizza di Casorate Sempione, che corse per la contrada San Magno lottando per la vittoria fino a metà gara. Sempre nel 1961 la copia del Carroccio utilizzata nella manifestazione legnanese partecipò al corteo storico organizzato a Torino in occasione del centenario dell'Unità d'Italia.
Nel 1962 ebbe luogo un avvenimento fondamentale per la sagra: in quell'anno la sfilata storica venne riorganizzata completamente, con la qualità dei costumi che crebbe notevolmente. Inoltre i costumi, e la loro realizzazione, diventarono specifici della Sagra del Carroccio; fino al 1962 molti di essi erano presi in prestito da soggetti esterni alla manifestazione legnanese: la maggior parte degli abiti provenivano dal teatro alla Scala di Milano, dov'erano perlopiù impiegati nell'opera La battaglia di Legnano di Giuseppe Verdi.
Nel 1969 viene aggiunta, alla sede della contrada di San Bernardino, la sala d'armi. Nell'occasione venne cambiato anche l'arredo, che da spartano diventò di pregio, con mobili che richiamavano lo stile medievale. Questa sede della contrada di San Bernardino fu il primo maniero, nel senso moderno del termine, di un rione di Legnano. Tali erano l'importanza e la peculiarità, che sue foto vennero stampate per anni sugli opuscoli e sui pieghevoli del palio.

### Gli anni settanta

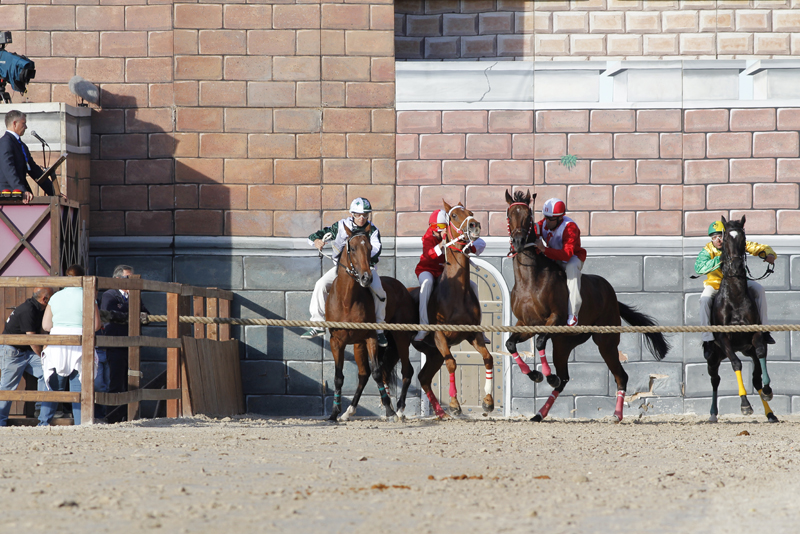
I cavalli fermi al canapo prima della "mossa", ovvero della partenza, al palio di Legnano 2013

Nel 1970 avvenne un fatto eclatante che destò parecchio scalpore. Giuseppe Gentili, detto Ciancone, fantino della contrada La Flora, venne convinto da due contradaioli di San Bernardino a recarsi a Parma in un ristorante per consumare un pranzo prima della corsa. Finito il pasto i tre fecero ritorno a Legnano in ritardo per la gara ippica. Il fantino de La Flora non poté quindi partecipare alla corsa, e si inventò un fantomatico rapimento compiuto dai contradaioli di San Bernardino. Le forze dell'ordine scoprirono poi l'inganno e arrestarono il fantino per falsa denuncia.
Dal 1971, nella corsa ippica, venne decretata l'abolizione della sella con il ritorno all'obbligo, da parte dei fantini, della monta a pelo, tipo di cavalcatura che aveva caratterizzato le prime edizioni del palio. Questo ritorno al passato portò, alla gara ippica della Sagra del Carroccio, la partecipazione dei famosi fantini che già correvano, con questo tipo di monta, il palio di Siena e il palio di Asti. Tra essi vanno senz'altro ricordati Andrea Degortes (detto Aceto), Leonardo Viti (detto Canapino), Salvatore Ladu (detto Cianchino), Mario Cottone (detto Truciolo) e Antonello Casula (detto Moretto). Nel 1974 venne reintrodotto, per la partenza della corsa ippica, il canapo.
Nel 1972 una mano ignota appiccò un incendio al maniero della contrada di San Domenico, che distrusse la sede del rione e tutto ciò che si trovava al suo interno, come le armi e i vestiti della sfilata. Di tutto il materiale conservato scampò al fuoco solo un abito maschile di velluto, che è tuttora esposto al museo della contrada. 

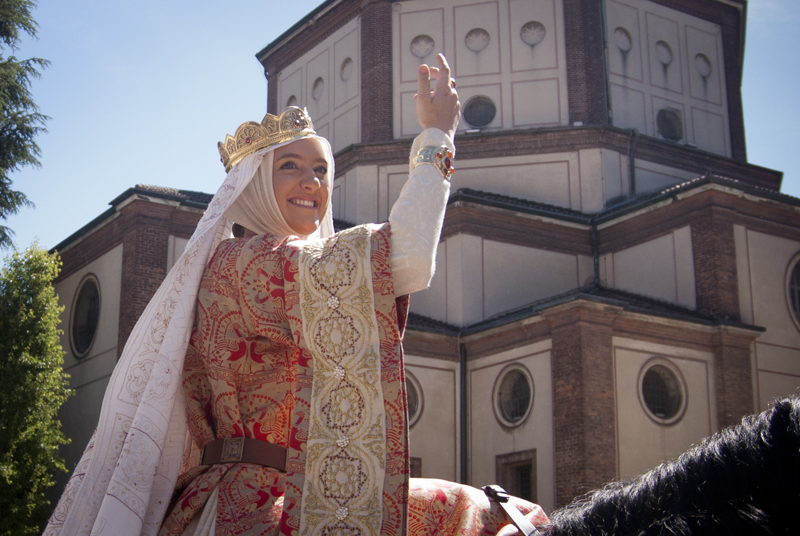
Un momento della sfilata storica del palio di Legnano 2013. Sullo sfondo, la basilica di San Magno

L'edizione della sagra del 1976 fu speciale: si festeggiava infatti l'ottavo centenario della battaglia di Legnano. Nell'occasione vennero organizzati eventi culturali, sportivi, artistici e storici specifici che fecero da corollario alla manifestazione principale. I capitani delle contrade legnanesi furono i protagonisti, il 2 e 3 aprile, di una cavalcata rievocativa in costume d'epoca il cui percorso si snodò tra Legnano e Pontida, sede dello leggendario giuramento che vide, secondo la tradizione, la nascita della Lega Lombarda: l'itinerario, lungo 70 km, fu diviso in due tappe, con un pernottamento intermedio nella notte del 2 aprile all'interno della Villa Reale di Monza. Sempre nello stesso anno venne predisposta una seconda cavalcata del capitani, questa volta destinata all'abbazia di Morimondo. Il Carroccio utilizzato nella sagra legnanese e la copia della croce di Ariberto di Intimiano vennero portati, il 14 maggio, con una solenne cerimonia, alla basilica di San Simpliciano di Milano. Negli anni seguenti i capitani hanno ripetutamente richiamato le fasi della battaglia di Legnano percorrendo a ritroso la calata di Federico Barbarossa nella Valle Olona, discesa che fu la premessa al celebre scontro armato del 29 maggio 1176.

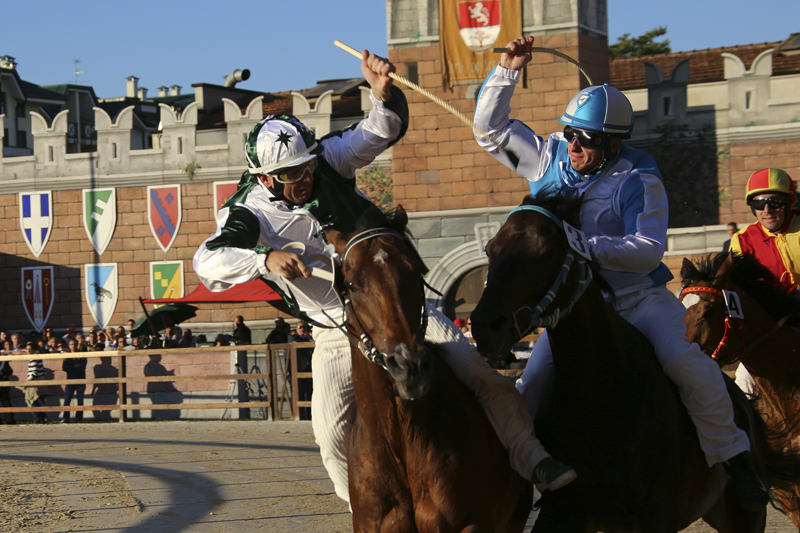
Corsa ippica del palio di Legnano 2013

Nel 1976 venne anche organizzato, all'Arena Civica di Milano, un palio straordinario, che venne vinto da San Magno; questa manifestazione venne preannunciata da una sfilata storica per le vie del capoluogo lombardo, dal Castello Sforzesco all'Arena Civica, che era formata da 600 figuranti. Sabato 29 maggio l'ottavo centenario venne festeggiato solennemente a Legnano con un corteo che partì da Palazzo Malinverni, municipio della città, e arrivò al monumento al Guerriero di Legnano. La celebrazione si concluse poi alla Galleria di Legnano. La Sagra del Carroccio del 1976 fu particolarmente solenne e venne accompagnata da un'importante cornice di pubblico: lungo le vie di Legnano si assieparono infatti 50.000 persone. Il presidente della Repubblica Giovanni Leone non riuscì ad essere a Legnano per assistere alla manifestazione a causa di alcuni impegni. Il capo dello Stato spedì però un messaggio:
(Giovanni Leone)
La gara ippica del 1977, vinta dalla contrada Sant'Erasmo, non venne assegnata a causa di alcuni accesi diverbi avvenuti alla fine della gara tra i fantini delle contrade di San Bernardino, La Flora e San Magno. La contrada di Sant'Erasmo, che avrebbe potuto inanellare quattro vittorie consecutive, per protesta, non partecipò all'edizione successiva del palio.

### Gli anni ottanta

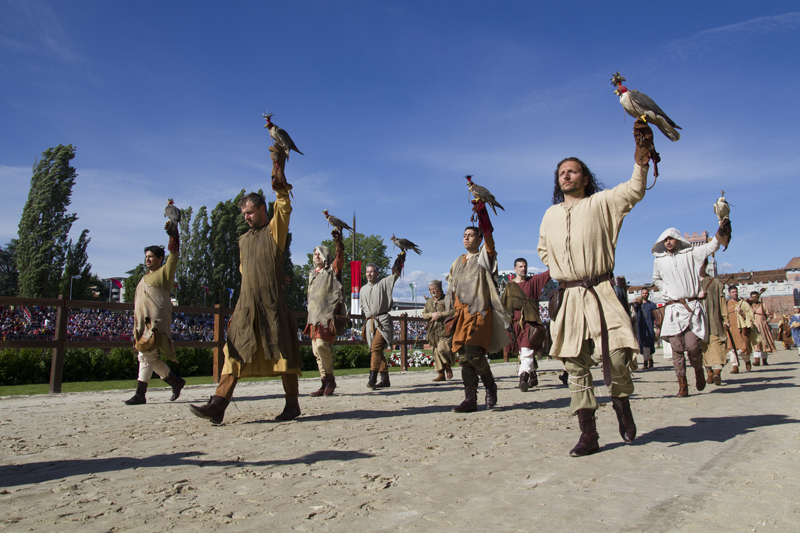
Sfilata storica per il palio di Legnano 2013

Nel 1980 venne organizzato un secondo palio straordinario, questa volta per celebrare il 25º anniversario della fondazione del collegio dei capitani e delle contrade, che venne poi vinto da San Martino. Anche in questa occasione, per commemorare tale ricorrenza, vennero organizzati molti eventi speciali che furono propedeutici alla sagra vera e propria. Inoltre, le contrade diventarono paragonabili ad associazioni vere e proprie venendo dotate di uno statuto che descrive dettagliatamente ancora oggi le loro prerogative; questo mutamento fu reso necessario perché con il passare dei decenni le attività dei rioni storici si erano ampliate sempre di più: la vita delle contrade andava quindi regolamentata con maggiore precisione. È di questi anni anche il rafforzamento dell'orgoglio di appartenenza al proprio rione storico e l'acuirsi della rivalità tra le contrade. Queste ultime, a partire da questo decennio, iniziarono ad acquistare a proprie spese i manieri che le ospitavano e cominciarono ad allestire, all'interno di questi ultimi, i musei di contrada. Inoltre, continuò il processo di miglioramento della qualità dei costumi della sfilata storica, che divennero sempre più ricercati e di fattura superiore.

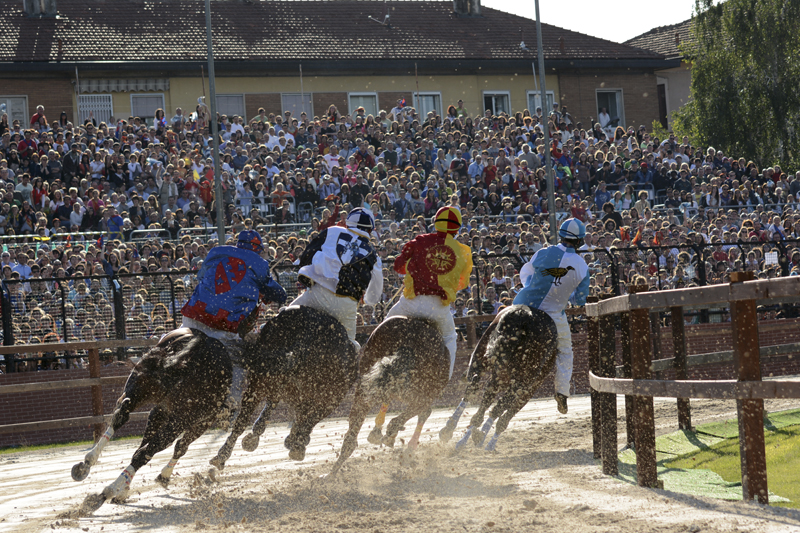
Un momento della corsa ippica del palio di Legnano 2013

La finale del 1981 venne corsa due volte a causa dell'arrivo in perfetta parità di San Domenico e San Bernardino, tanto che non si riuscì a stabilire il vincitore nemmeno al fotofinish. Si corse quindi un'ulteriore finale ridotta a queste sole due contrade e disputata su un percorso di tre giri del campo, dove vinse San Domenico
Nel 1983 una delegazione rappresentativa del palio fu invitata a Costanza, in Germania, per la commemorazione dell'ottavo centenario dell'omonimo trattato di pace, epilogo della lotta tra Federico Barbarossa e la Lega Lombarda, mentre l'edizione del 1984 della corsa ippica fu l'unica ad essere rinviata per avverse condizioni meteorologiche; la gara ippica venne poi corsa la domenica seguente. La sfilata storica, invece, non ebbe luogo. Sempre nel 1984 una rappresentativa della manifestazione legnanese venne invitata, dalla Regione siciliana, alla Sagra del mandorlo in fiore di Agrigento. 

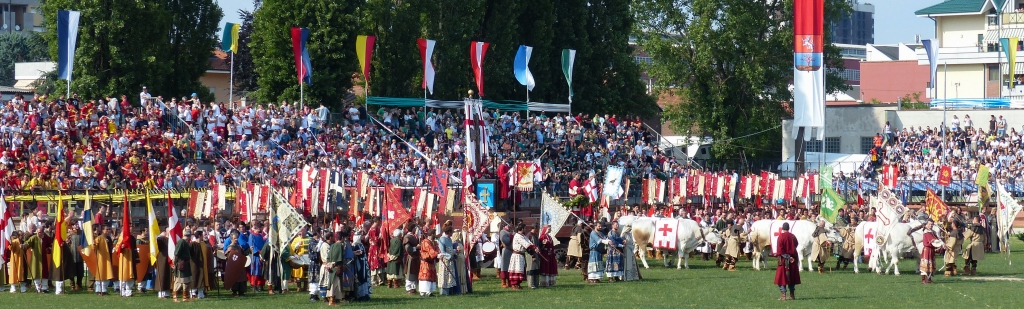
Arrivo al campo della sfilata storica del palio di Legnano 2014

Nel 1985 il Carroccio utilizzato nella sagra venne completamente rifatto secondo criteri più simili a quelli dell'originale carro medioevale che venne utilizzato nella battaglia di Legnano grazie alla consultazione di fonti dell'epoca, che riuscirono a fornire informazioni dettagliate sulle sue caratteristiche; sia i materiali che le tecniche costruttive utilizzate per realizzare la nuova copia del Carroccio ricalcarono quelle risalenti al Medioevo. Per la costruzione del nuovo carro simbolico vennero coinvolti artigiani e aziende specializzate. Al nuovo Carroccio sono state poi applicate otto formelle riportanti gli stemmi delle contrade di Legnano. Questo nuovo carro, che ha dimensioni 2,60 x 5,40 x 6 m, è perfettamente funzionante e ricopre un ruolo, simbolico e storico, unico nel suo genere.

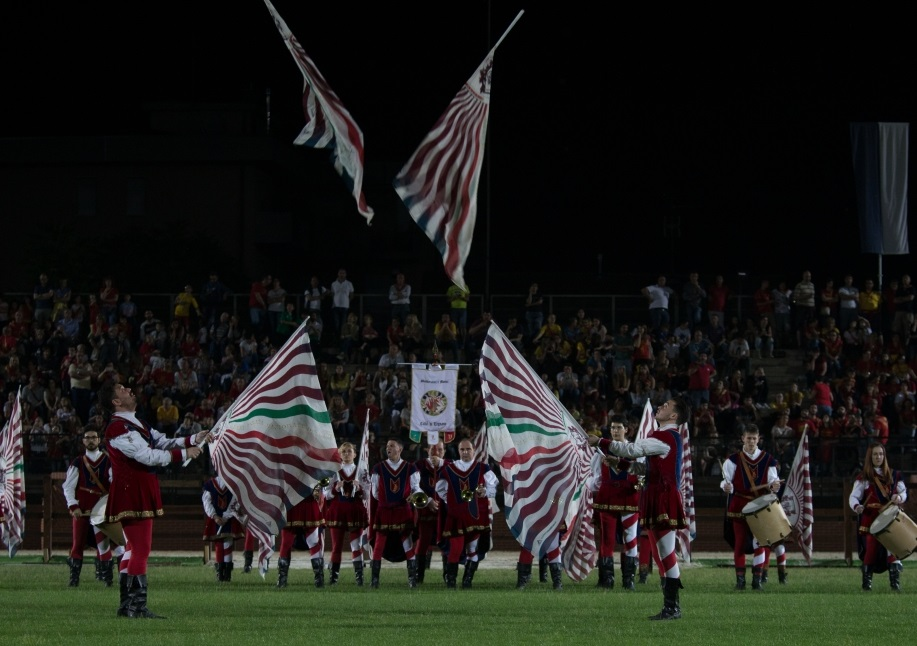
Sbandieratori del palio di Legnano durante l'esibizione effettuata per l'edizione del 2016

Dal 1986 il ruolo dell'Amministrazione comunale nell'organizzazione della sagra legnanese crebbe d'importanza: è infatti di quell'anno l'istituzione della carica di cavaliere del Carroccio, che è nominato dal supremo magistrato, ovvero dal sindaco di Legnano su proposta del collegio dei capitani e della Famiglia Legnanese, e che ancora oggi caratterizza il palio di Legnano. In altre parole, il comando dell'organizzazione della sagra passò al comune di Legnano, che iniziò ad esercitarlo tramite un comitato direttivo. In aggiunta, il bilancio preventivo e quello consuntivo della manifestazione, nonché il programma dettagliato dell'evento, a partire da tale data, iniziarono ad essere preventivamente approvati dal Consiglio comunale: i conti economici, in particolare, vennero inclusi nel bilancio del comune di Legnano.
Questo cambiamento fu reso necessario per legare alla Sagra del Carroccio una persona giuridica a cui associare le responsabilità amministrative, finanziarie e penali della manifestazione. Essendo protagonista il comune, nell'organizzazione dell'evento venne coinvolta sempre di più la società civile della città di Legnano: dalle associazioni alle forze armate di stanza a Legnano, dalle parrocchie alle aziende, dai commercianti agli artigiani.
Fino al 1987 era parte della manifestazione legnanese anche l'esibizione degli sbandieratori: vennero eliminati dal programma perché non contestualizzati storicamente. Gli sbandieratori, infatti, comparvero qualche secolo dopo la battaglia di Legnano. Essendo però entrati nell'immaginario collettivo dei legnanesi, nel 2016, è stata decisa la loro reintroduzione nel programma ufficiale del palio di Legnano.

### Dagli anni novanta al XXI secolo

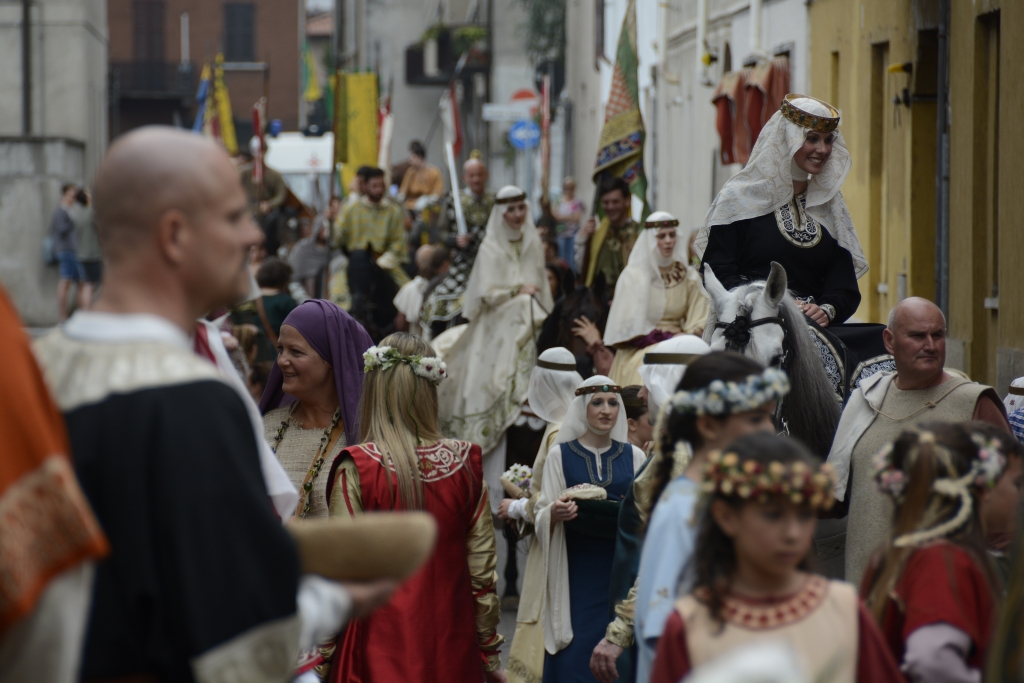
Sfilata storica per il palio di Legnano 2015

Furono gli anni novanta a conoscere il maggior sviluppo della Sagra del Carroccio. In questo decennio si superò il cosiddetto "Maggio Legnanese", ovvero quella serie di manifestazioni legate alla sagra che venivano organizzate solamente durante questo mese dell'anno: a partire da questa decade, gli eventi iniziarono ad essere predisposti anche in altri periodi dell'anno, arricchendo il programma della manifestazione legnanese con molti altri tipi di avvenimenti, così da dare alla Sagra del Carroccio un respiro molto più ampio. 
Nel 1990 è stata fondata la commissione permanente dei costumi, che si occupa della conformità del materiale usato nella sfilata storica rispetto alla fattura delle armi, degli abiti e delle acconciature in uso nel XII secolo; questo comitato è stato ufficialmente inserito nel regolamento della sagra nel 1995. Nei suoi primi anni di attività la commissione permanente dei costumi fece un lavoro di miglioramento e perfezionamento degli abiti indossanti dai figuranti delle contrade, per poi passare ad un ruolo di supervisione e consulenza. 

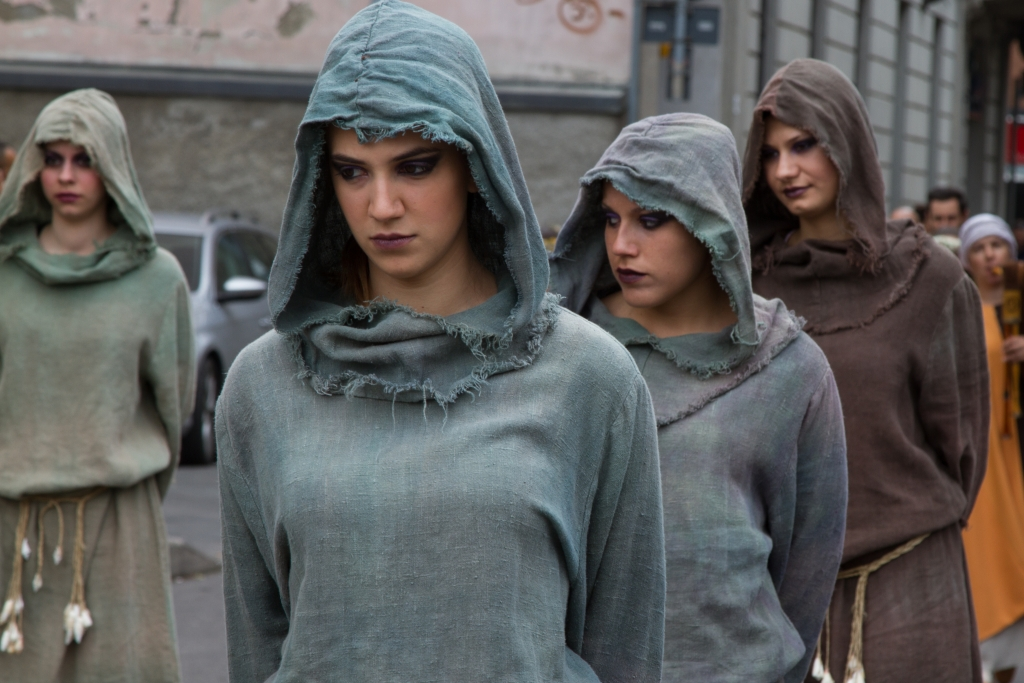
Sfilata storica per il palio di Legnano 2015

Nel 1991 una delegazione della Sagra del Carroccio formata da un centinaio di rappresentanti fu invitata alla Fête de la Renaissance di Lione, in Francia, durante la quale sfilò in costume per le vie cittadine della città transalpina riproducendo il corteo storico della manifestazione legnanese. L'anno successivo una delegazione della città di Lione e delle sue contrade, denominate les Pennones de Lion, presenziarono alla Sagra del Carroccio.
Dal 1992 è attiva, su volere del collegio dei capitani e delle contrade, una commissione veterinaria che segue attentamente lo sviluppo della gara ippica e che si occupa dell'idoneità medica dei cavalli; in caso di infortunio di questi ultimi interviene una clinica veterinaria locale che si prende subito cura degli animali feriti. Inoltre questa commissione è stata fornita di ampi poteri decisionali, tanto che può decretare l'immediata estromissione dalla gara di un cavallo considerato non idoneo. Dal 1992 trova anche spazio, tra gli eventi legati al Palio, "La Fabbrica del Canto", manifestazione musicale corale internazionale nata nel 1992 su iniziativa dell'Associazione Musicale Jubilate. Dal 1993, in seno alla sagra legnanese, iniziarono poi ad essere predisposte mostre e conferenze sul Medioevo.

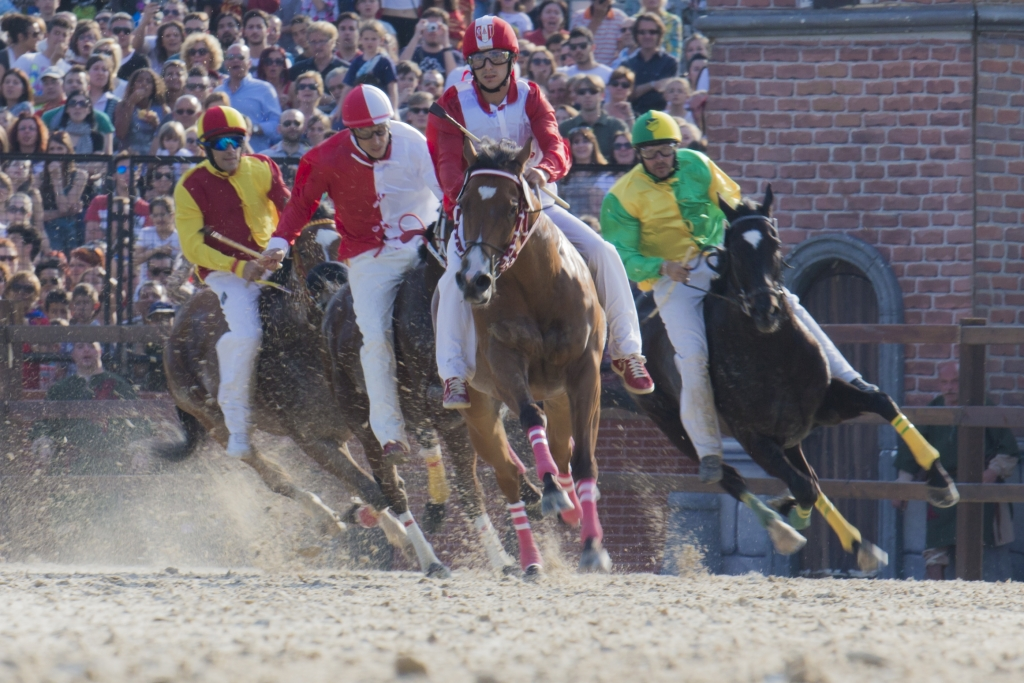
Un momento della corsa ippica del palio di Legnano 2014

Data la qualità riconosciuta del materiale utilizzato durante la sfilata storica, nel 1995 è stata organizzata, all'interno del museo nazionale della scienza e della tecnologia di Milano, una mostra avente per oggetto l'esposizione degli abiti, degli ornamenti e delle armi del corteo storico della manifestazione legnanese. Nel 1996 è stata introdotta la sfilata a tema: ogni contrada partecipa al corteo storico mostrando un aspetto particolare del Medioevo (la guerra, il lavoro, la musica, ecc.). Nel 1997, agli eventi collegati alla sagra, si è aggiunto un laboratorio teatrale. Nel maggio del 1998 venne organizzata una cavalcata in costume d'epoca dei capitani delle contrade, il cui percorso si snodò da Legnano al monastero di Cairate, luogo in cui il Barbarossa pernottò la notte precedente alla battaglia.

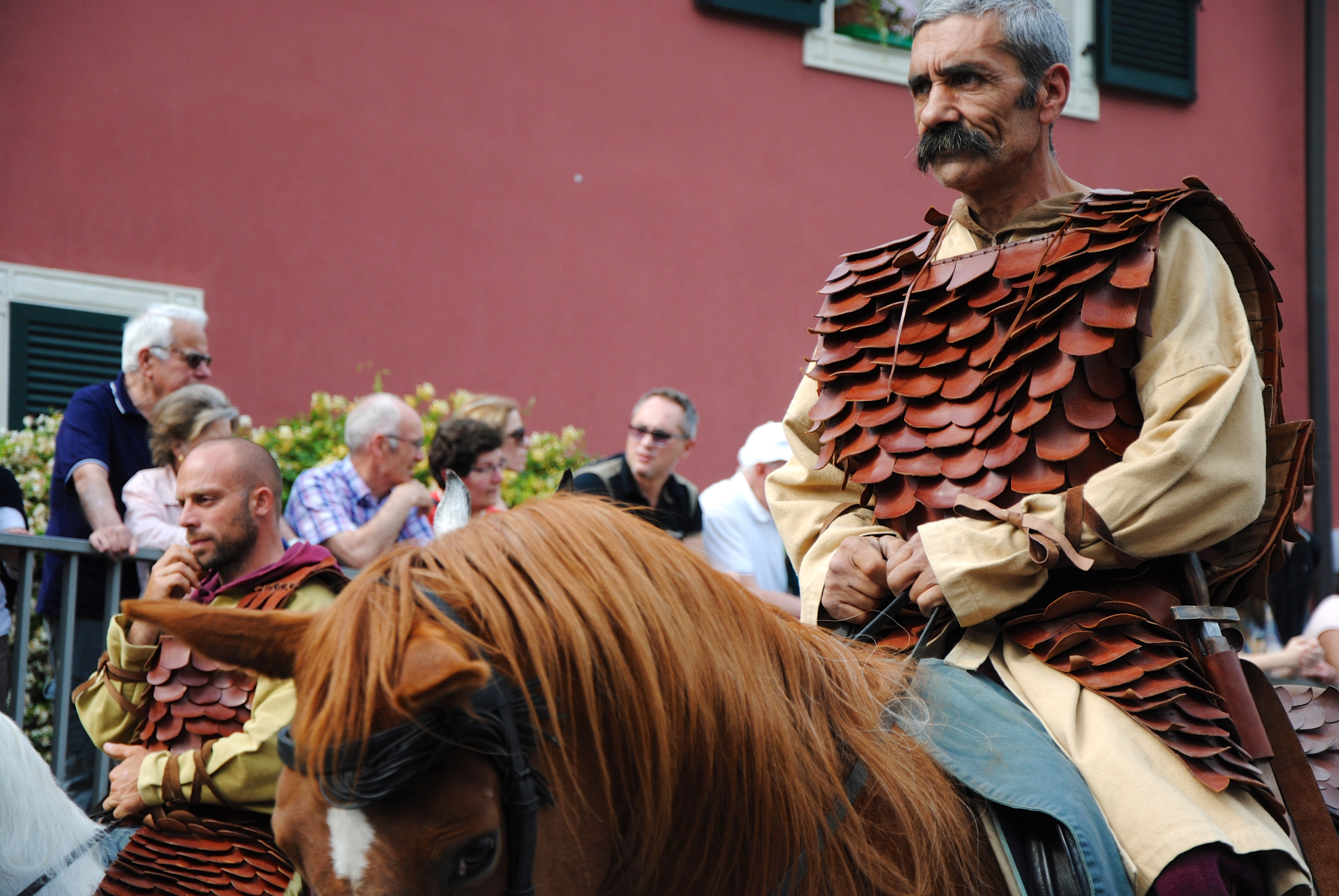
Un momento della sfilata storica del palio 2015

Nel 2002 la sfilata storica del palio di Legnano è stata riproposta anche al Columbus Day di New York. Nello stesso anno Casa Savoia, ovvero la dinastia regnante in Italia dal 1861 al 1946, concesse ufficialmente il titolo di "sovrana" alla contrada La Flora. Per il 50º anniversario di costituzione del collegio dei capitani e delle contrade, nel 2005, è stato disputato un altro palio straordinario, il cosiddetto "palio d'Onore".
Nel 2006 la manifestazione è tornata a chiamarsi ufficialmente "palio di Legnano". L'edizione del 2006 è stata invece sospesa e non attribuita per un'invasione di pista dei contradaioli di San Domenico; il collegio dei magistrati del palio, oltre a non assegnare l'edizione del 2006, comminò, alla contrada di San Domenico, un'ammenda di 10.000 euro squalificandola per l'edizione del 2007.
L'edizione del 2009 della corsa ippica fu invece la prima ad essere disputata sulla sabbia. Nel 2015 il palio venne deciso dal fotofinish tra accese polemiche: Sant'Ambrogio e Legnarello arrivarono quasi in parità, e quindi fu fatto ricorso alla tecnologia, che decretò la vittoria di questi ultimi. A causa delle controversie che ne sono scaturite, dal 2016 è cambiato il regolamento del palio in materia di fotofinish: quest'ultimo potrà essere utilizzato solo se richiesto dal giudice d'arrivo, dal cavaliere del Carroccio e da almeno uno dei tre magistrati. L'edizione del 2020 non è stata disputata a causa della pandemia di COVID-19.

## Le contrade

### Gli otto rioni storici

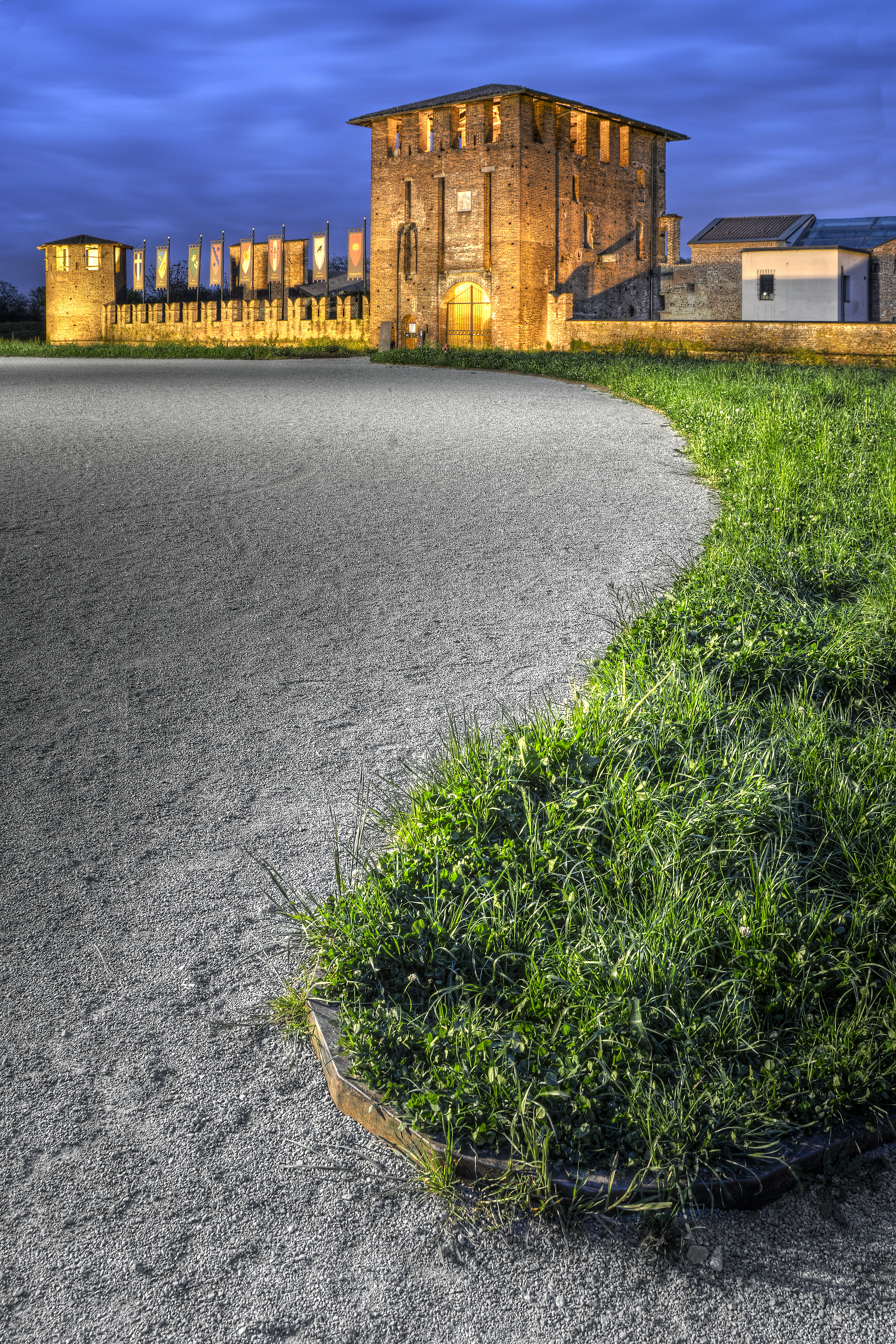
Il castello Visconteo di Legnano, sede del collegio dei capitani e delle contrade

Le otto contrade di Legnano, i cui motti sono stati introdotti nel 1955, sono:
- La Flora: "sia seme la virtù vittoria il fiore";
- Legnarello: "soli nel Sole";
- San Bernardino: "il ponte lega la virtù alla gloria";
- San Domenico: "nel verde la speranza";
- San Magno: "non sempre vincitori, ma sempre primi";
- San Martino: "fino alla fine";
- Sant'Ambrogio: "mi abbiano in odio, purché mi temano";
- Sant'Erasmo: "in battaglia dal colle per il corvo amore e fulgore".

Ognuna delle otto contrade ha una reggenza formata da un capitano, da un gran priore e da una castellana. I capitani degli otto rioni storici sono riuniti nel collegio dei capitani e delle contrade, che è stato fondato nel 1955 e che ha la funzione di coordinare le attività, le azioni e gli intenti degli stessi. Questo collegio, che è presieduto dal gran maestro del collegio dei capitani e delle contrade, ha sede all'interno del castello Visconteo di Legnano.
L'antagonismo e la competizione tra le contrade sono molto avvertiti, con una forte componente goliardica e particolarmente nel periodo dell'anno in cui viene organizzato il palio, fermo restando il forte rispetto reciproco che porta al mutuo aiuto nell'organizzazione della manifestazione come nel caso, ad esempio, dei frequenti scambi del materiale utilizzato nelle sfilata. Per evitare le burle, che sono frequenti vicino alla data del palio, i cavalli che parteciperanno alla corsa ippica, alla vigilia di quest'ultima, vengono nascosti in un posto segreto e curati a vista dai contradaioli.
Sono due le contrade legnanesi che hanno un titolo aggiuntivo nel nome; San Magno ha nella denominazione il termine "nobile", che deriva dal territorio del rione, che include il centro storico di Legnano, e dal fatto che fin dai tempi più antichi, all'interno dei confini della contrada, sono presenti diverse famiglie di nobile lignaggio, mentre La Flora si fregia del titolo di "sovrana", attribuzione che è stata concessa da Casa Savoia nel 2002.

### Le attività delle contrade

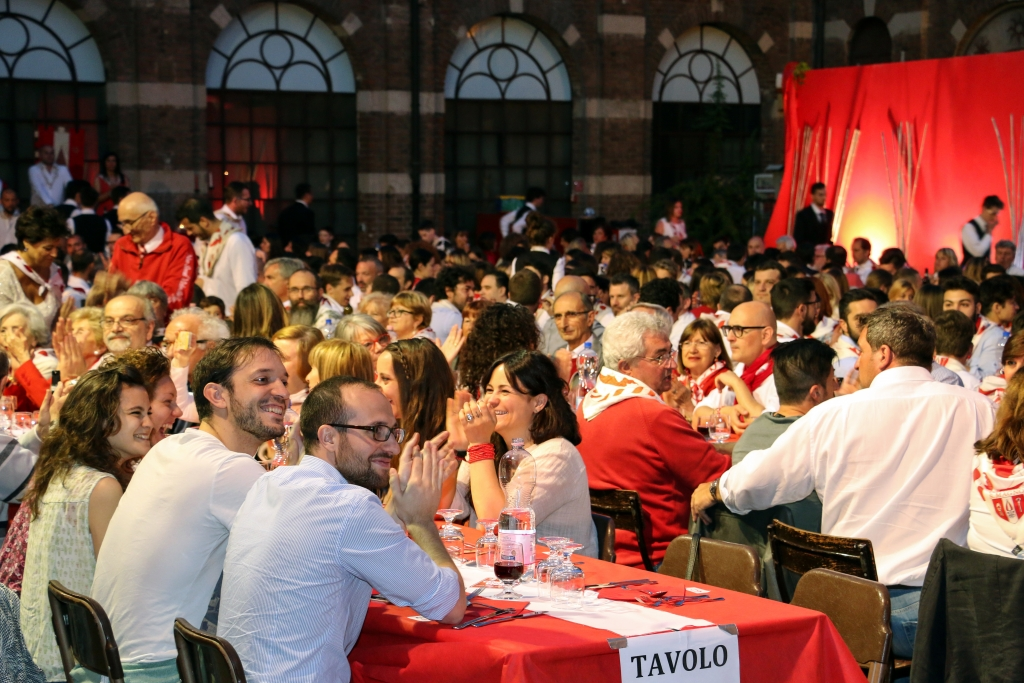
Cena propiziatoria della contrada San Magno per il palio di Legnano 2015. Sullo sfondo, palazzo Leone da Perego

Durante il corso dell'anno le contrade organizzano feste, eventi culturali e storici, oltre che manifestazioni folcloristiche e di beneficenza. Nei primi decenni di esistenza della manifestazione, i manieri era frequentati solo durante il mese precedente al palio, ma con il passare degli anni le attività delle contrade hanno conosciuto una costante fase di crescita che hanno portato i rioni storici a diversificare le iniziative, con l'organizzazione di queste ultime che avvengono durante tutto l'anno. Le contrade sono state spesso protagoniste, anche finanziariamente, nei restauri degli edifici storici del rione, come le chiese a cui le contrade fanno riferimento.
Di grande richiamo è la cena propiziatoria della vigilia, che viene organizzata la sera prima del palio e che è salutata dalla contrada agghindata a festa, a cui partecipano centinaia di contradaioli e il fantino che correrà la gara ippica.

### I manieri

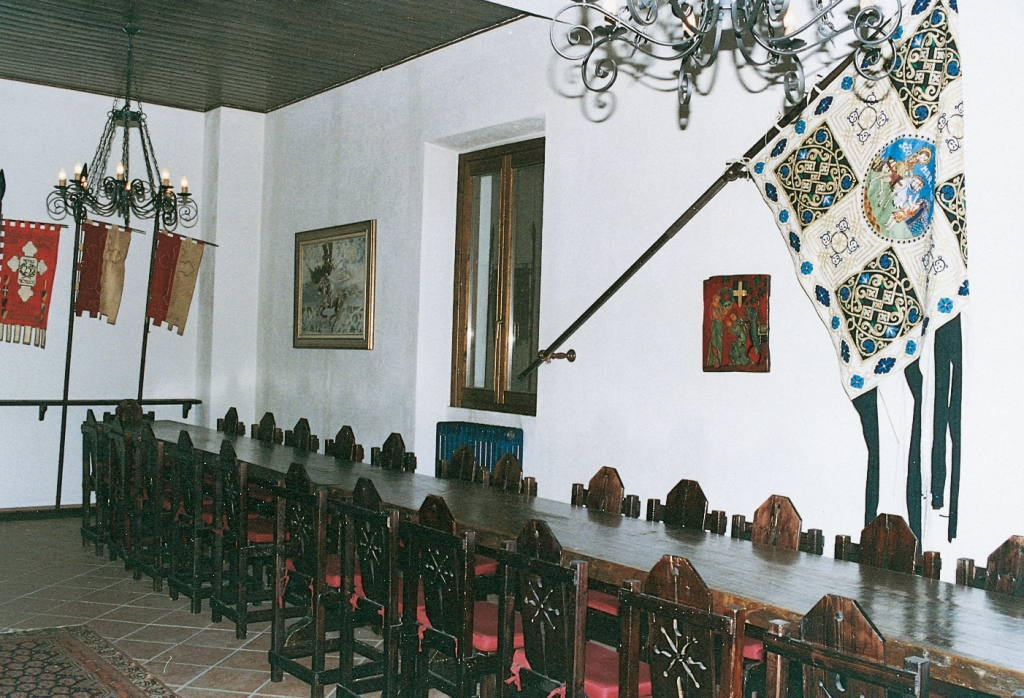
Il salone d'onore della contrada San Martino, che si trova nel maniero dello storico rione legnanese

Le contrade hanno sede nei cosiddetti "manieri"; a volte i manieri, che sono di proprietà delle contrade, sono ospitati in antiche corti lombarde, cioè in edifici particolarmente legati al territorio, in special modo a quello del rione storico di cui sono sede.
I manieri ospitano tutte le attività della contrada nonché i costumi, le armi e gli ornamenti della sfilata storica, i cimeli e gli stendardi — sia del presente sia del passato — oltre che l'archivio documentale della contrada.

### Le contrade soppresse
- Olmina
- Ponzella

Nei primi anni in cui fu disputato il palio di Legnano esistevano anche le contrade della Ponzella e di Mazzafame e dell'Olmina, che furono inglobate, rispettivamente, da San Bernardino e La Flora (nel 1936) e da Legnarello (nel 1937); furono accorpate negli anni trenta perché all'epoca i quartieri a cui facevano riferimento non erano molto abitati, e quindi avevano grandi difficoltà a sostenere economicamente la partecipazione al palio.
I gonfaloni delle due contrade soppresse partecipano ancora alla sfilata storica del palio di Legnano: in particolare, seguono il gonfalone delle contrade a cui sono state annesse, provviste della loro scorta armata.

## L'organizzazione del palio

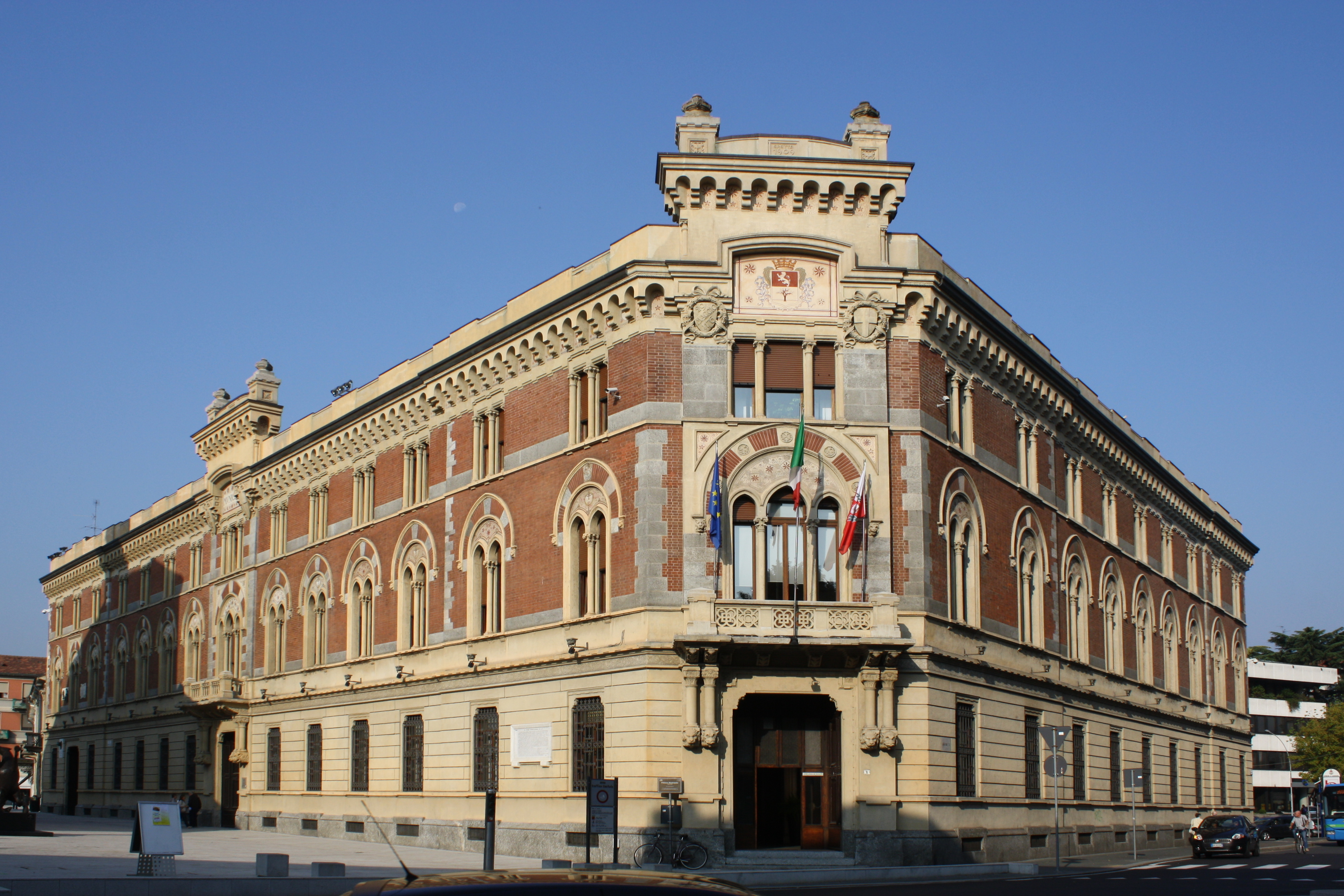
Palazzo Malinverni, sede del municipio di Legnano

I motivi che spingono i legnanesi a organizzare annualmente il palio con grande profusione di sforzi e mezzi — anche finanziari — sono espressi dall'articolo 1 del regolamento della manifestazione, che recita:
(Art. 1 del regolamento del palio di Legnano)
L'organizzazione del palio, strutturata in questo modo dal 1986, ovvero da quando la sua guida è passata all'Amministrazione comunale, è condotta dal comitato del palio, che è composto dal supremo magistrato, dal cavaliere del Carroccio, dal gran maestro del collegio dei capitani e delle contrade, dal presidente della Famiglia Legnanese, dai gran priori e da altri componenti che sono in rappresentanza della Giunta comunale, del Consiglio comunale, della Famiglia Legnanese e del collegio dei capitani e delle contrade. Il supremo magistrato, che è il sindaco di Legnano, decreta, tramite un bando pubblico, l'inizio ufficiale del palio.

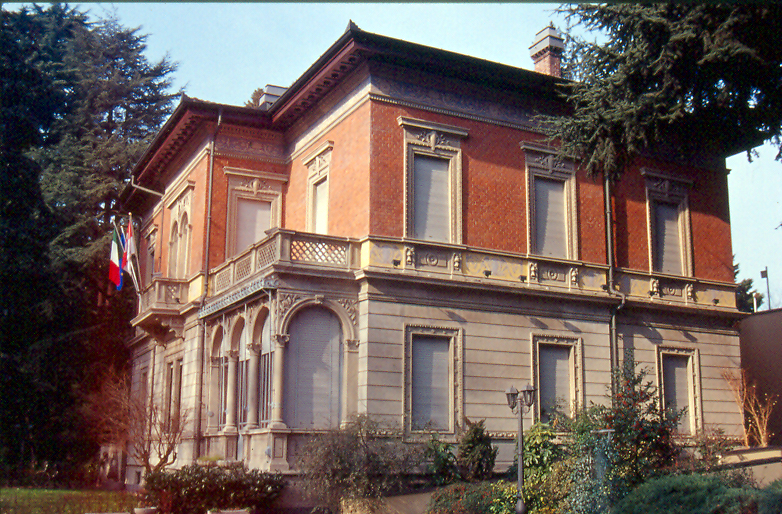
Villa Jucker, sede della Famiglia Legnanese

Vi è poi il collegio dei magistrati del palio, che è formato dal gran maestro del collegio dei capitani e delle contrade, dal presidente dell'associazione Famiglia Legnanese e dal supremo magistrato, che ne presiede le sedute. Questo organismo ha la funzione di risolvere le controversie tra le contrade. Infine, per assicurarsi che il cerimoniale della manifestazione sia scrupolosamente osservato, il collegio dei magistrati del palio e il cavaliere del Carroccio, consultato il comitato del palio, nomina due cerimonieri che provengono dalle contrade e che si affiancano al cerimoniere ufficiale del comune di Legnano.
Il cavaliere del Carroccio, che riveste il ruolo di responsabile esecutivo dell'organizzazione del palio, è nominato dal supremo magistrato sentiti il presidente della Famiglia Legnanese e il gran maestro del collegio dei capitani e delle contrade. Un compito molto importante del cavaliere del Carroccio è quello di nominare il mossiere della corsa ippica. Fino al 1985 le funzioni del cavaliere del Carroccio erano attribuite al presidente della Sagra del Carroccio.
Nelle edizioni precedenti alla seconda guerra mondiale gli aspetti organizzativi era molto differenti, dato che erano fortemente condizionati dal potere politico. Era presente un consiglio del palio, che era formato dalle autorità politiche e militari del regime fascista, da un'assemblea costituita dai capitani delle contrade, ovvero da coloro che reggono i rioni storici ancora oggi, e da un cosiddetto "Magistrato", che era un organo collegiale costituito da due membri nominati dal segretario del fascio e dal podestà di Legnano. Dal 1952, quando l'organizzazione del palio venne ripresa dopo la pausa dovuta agli eventi bellici della seconda guerra mondiale, l'allestimento della manifestazione venne demandato interamente alla Famiglia Legnanese. Questa situazione durò fino al 1986 quando, come già accennato, l'organizzazione passò all'Amministrazione comunale.

## La manifestazione

### Gli eventi propedeutici

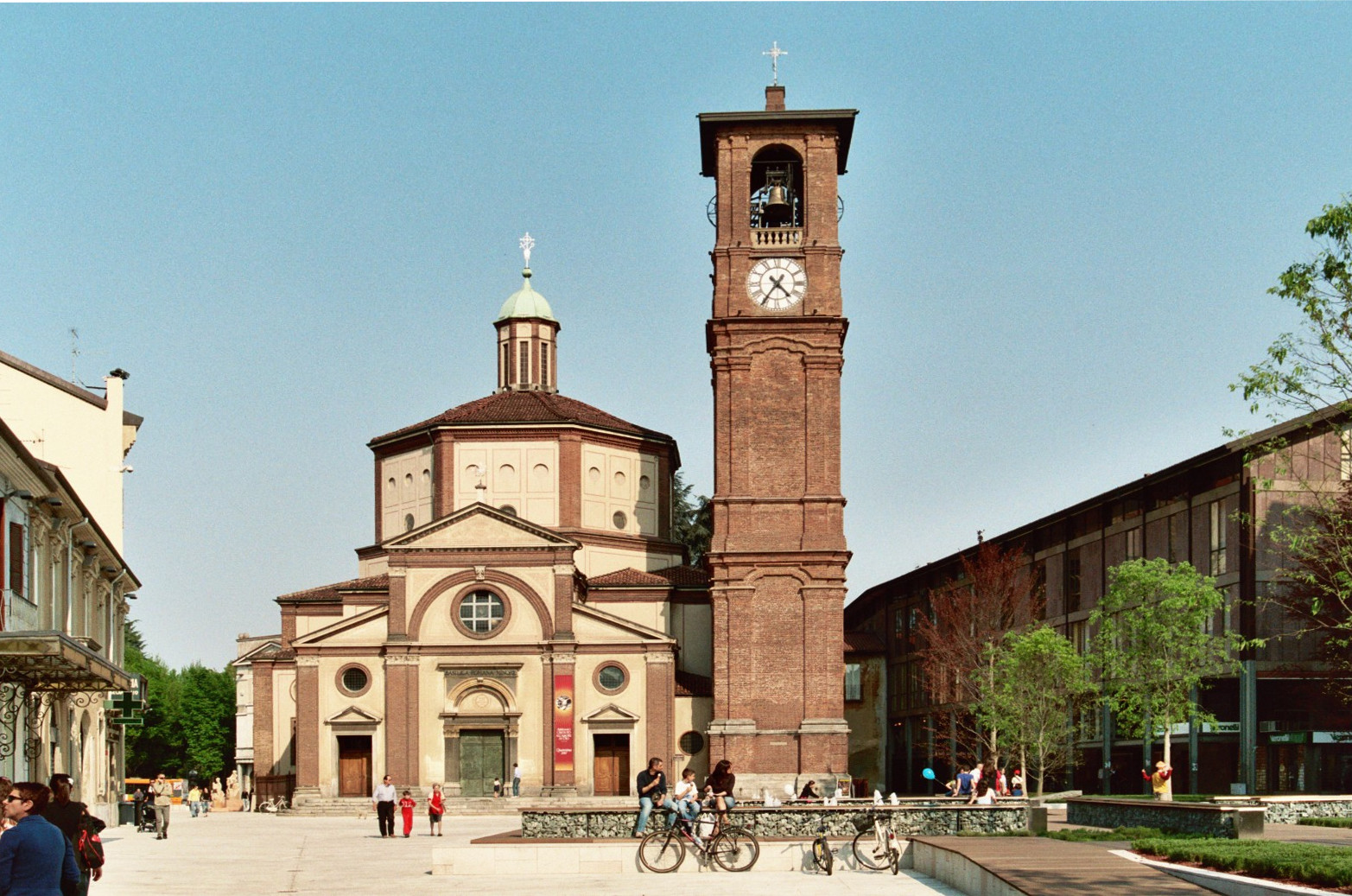
Piazza e basilica di San Magno a Legnano

La manifestazione possiede un cerimoniale comprendente alcuni importanti avvenimenti che sono propedeutici alla sfilata storica e alla corsa ippica. Il primo di questi è la "traslazione" della croce di Ariberto d'Intimiano dall'edificio religioso di riferimento della contrada che ha conquistato la precedente edizione del palio, alla chiesa principale di Legnano, la basilica di San Magno. Poco dopo, il supremo magistrato, ovvero il sindaco di Legnano, indice ufficialmente il palio tramite un bando pubblico:
(Bando di indizione del palio di Legnano)
In seguito c'è l'investitura civile dei capitani delle contrade, che un tempo avveniva il giorno del santo patrono della città, san Magno (5 novembre), ma che dal 2008 è stata spostata in prossimità del palio per fornire a questo evento una migliore visibilità. Il testo del giuramento dei capitani davanti ai magistrati del palio recita:
(Giuramento dei capitani durante la cerimonia della loro investitura civile)

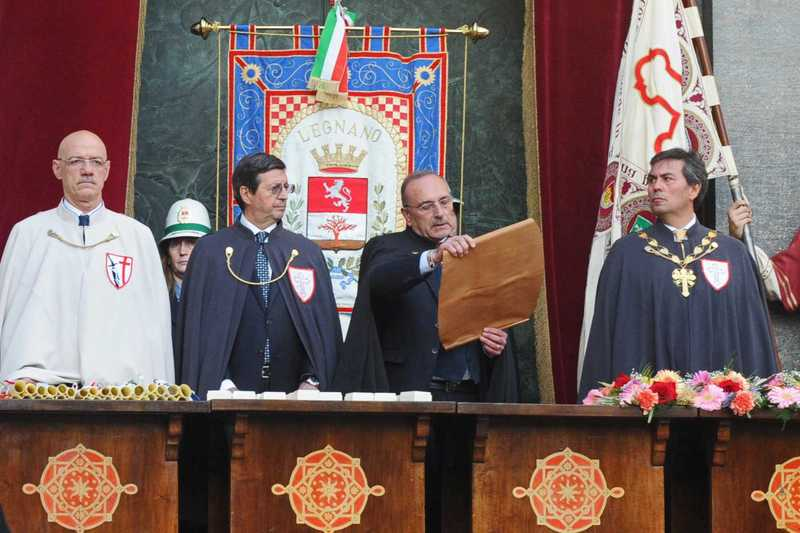
Iscrizione delle contrade al Palio di Legnano 2016

Successivamente le contrade si iscrivono ufficialmente al palio, avvenimento che è preceduto dalla presentazione solenne delle reggenze delle stesse. Questi eventi sono preannunciati dal seguente discorso del supremo magistrato:
(Discorso del supremo magistrato che preannuncia l'iscrizione delle contrade e la presentazione delle loro reggenze)

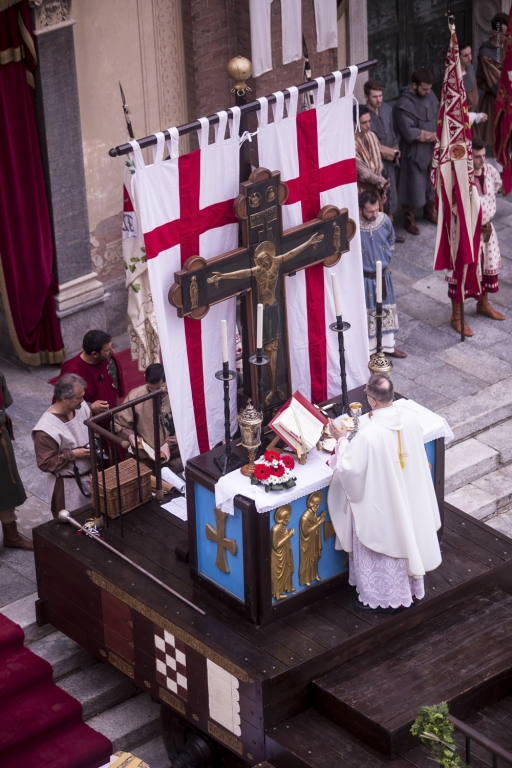
Santa messa sul Carroccio per il palio di Legnano 2015

Poi, al terzo venerdì di maggio, nella basilica di San Magno prende luogo la veglia della croce di Ariberto di Intimiano, a cui partecipano le rappresentanze delle contrade; questa cerimonia religiosa è caratterizzata da una liturgia ben precisa, con letture e canti sacri specifici.
Gli avvenimenti propedeutici continuano a Palazzo Malinverni, municipio della città, la mattina del giorno del palio, all'ultima domenica di maggio, con la resa degli onori da parte dei Gran priori, dei capitani e delle castellane al supremo magistrato e ai rappresentanti dei comuni un tempo coalizzati nella Lega Lombarda che annualmente si presentano a Legnano nel giorno del palio. Il cerimoniale continua poi con il giuramento dei rappresentanti delle contrade dinanzi alla copia della croce di Ariberto di Intimiano, con il quale i protagonisti del palio promettono, similmente a quanto fatto dai soldati della Lega Lombarda prima della battaglia di Legnano, unità e fedeltà in nome della libertà.
Il cerimoniale prosegue con una messa solenne officiata sul Carroccio, nell'occasione sistemato in piazza San Magno, di fronte all'ingresso principale della basilica e a fianco di Palazzo Malinverni. Dopo questo rito sacro, vengono liberati dei colombi in ricordo della celebre leggenda raccontata da Galvano Fiamma: quest'ultimo sostenne che, durante la battaglia di Legnano, tre colombi si fossero posati sull'antenna del Carroccio causando la sconfitta del Barbarossa dopo essere usciti dalle sepolture dei santi Sisinnio, Martirio e Alessandro (i cosiddetti "santi Martiri", che sono festeggiati proprio il 29 maggio) alla basilica di San Simpliciano di Milano. La cerimonia si conclude poi con l'investitura religiosa dei capitani e la benedizione dei cavalli e dei fantini che prenderanno parte alla corsa ippica.

### La sfilata storica

Mappa del tracciato della sfilata storica del palio di Legnano

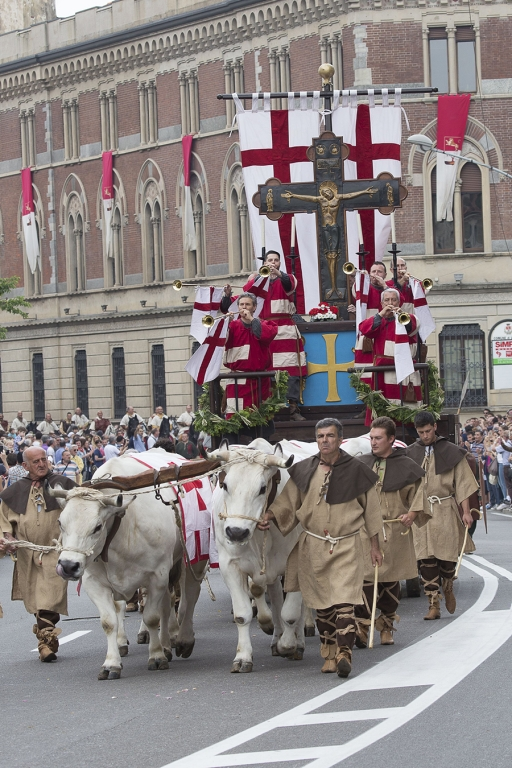
Il Carroccio durante la sfilata storica del palio di Legnano 2015. Sullo sfondo, palazzo Malinverni

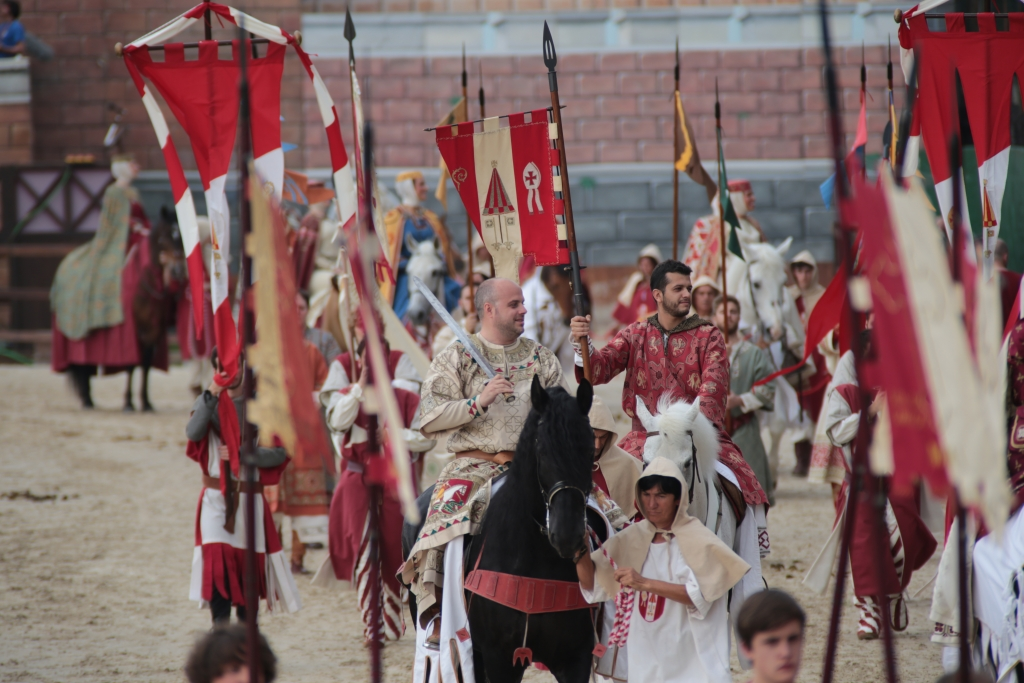
Un momento della sfilata storica del palio di Legnano 2015

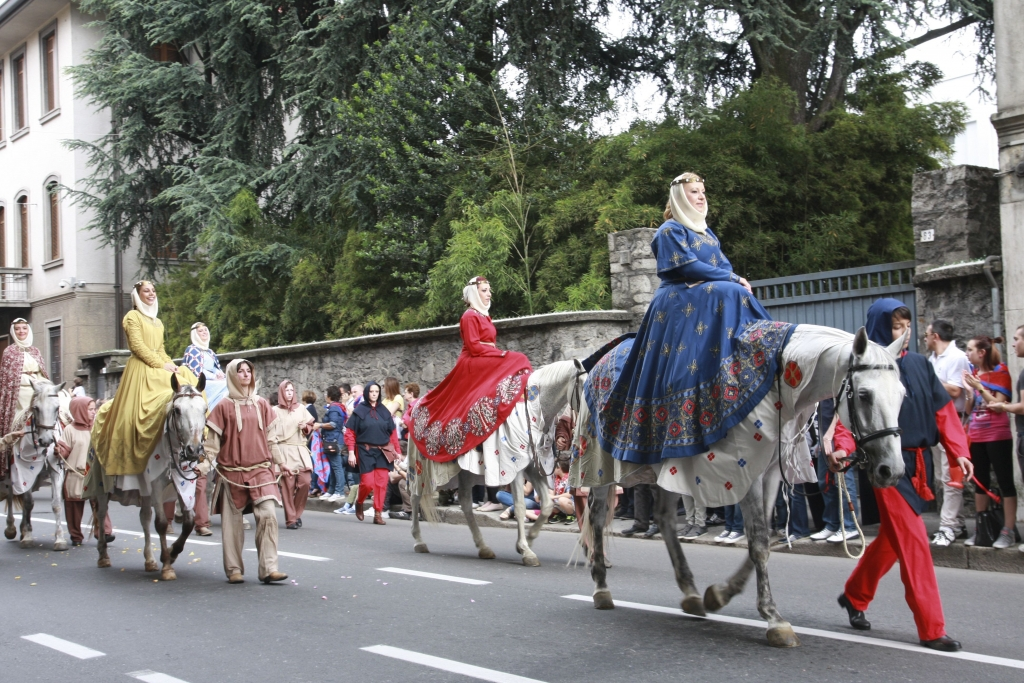
Un momento della sfilata storica del palio di Legnano 2015

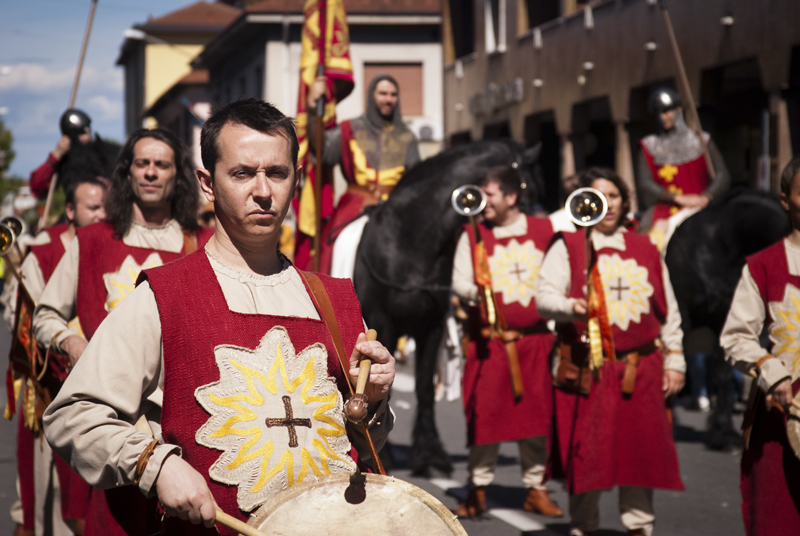
Un momento della sfilata storica del palio di Legnano 2013

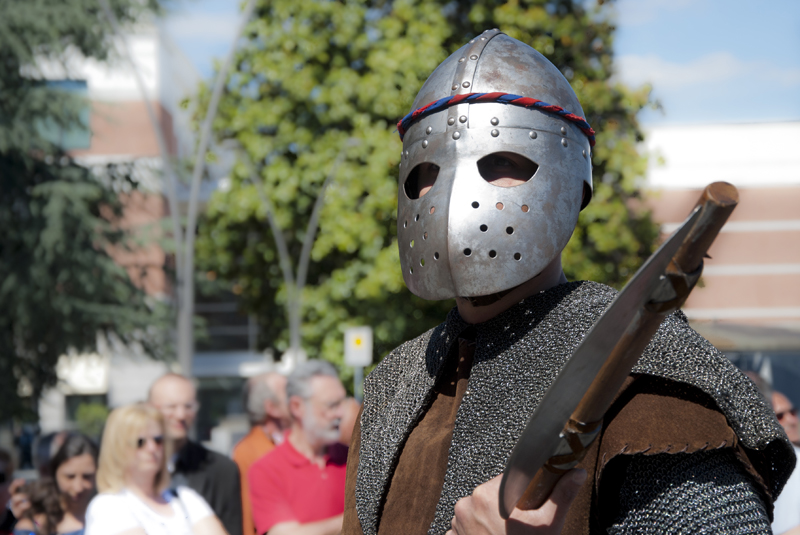
Un momento della sfilata storica del palio di Legnano 2013

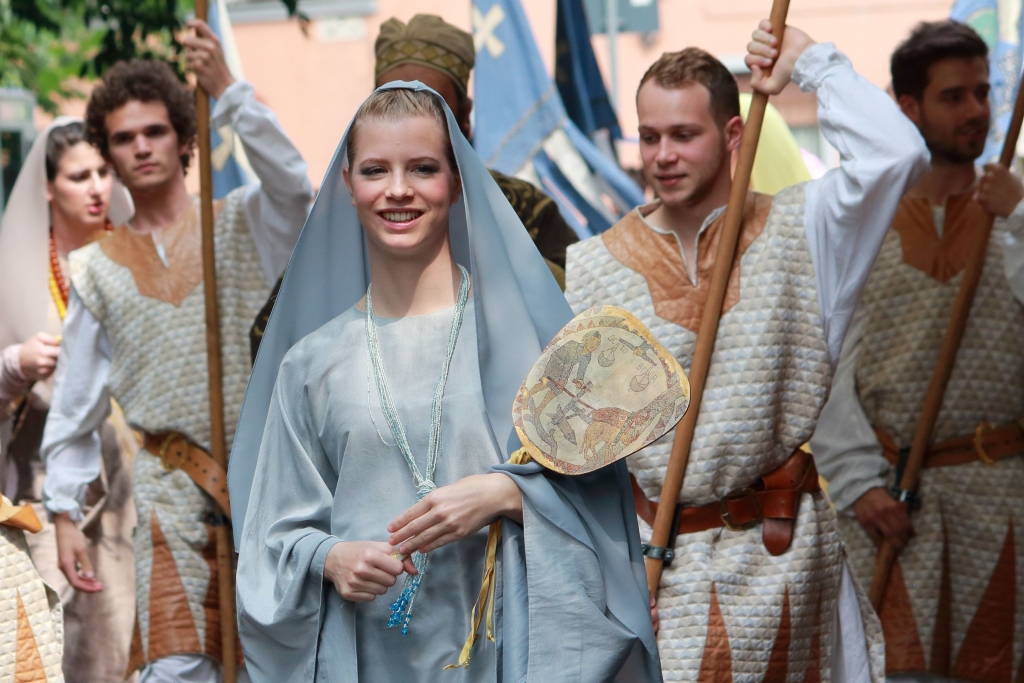
Un momento della sfilata storica del palio di Legnano 2015

Nel pomeriggio del giorno del palio, poco prima della corsa ippica, per le strade della città si tiene una sfilata storica che è formata da più di 200 cavalli e 1.000 figuranti in costume medievale i cui abiti, scudi, armi, ecc., rispecchiano scrupolosamente quelli del XII secolo. Le contrade, la cui iscrizione alla corsa ippica è facoltativa, sono invece obbligate a partecipare alla sfilata ippica con un numero massimo di centodieci figuranti e di sedici cavalli. Tutti i cavalli impiegati nella sfilata sono condotti a mano da esperti palafrenieri.
Come già accennato, gli abiti utilizzati nei primi decenni della manifestazioni provenivano dal Teatro alla Scala di Milano, dov'erano perlopiù impiegati nell'opera La battaglia di Legnano di Giuseppe Verdi. Tali abiti erano però stati pensati per questa opera lirica, e quindi la loro foggia era notevolmente influenzata dal romanticismo verdiano, così da avere uno stile rinascimentale anziché romanico, ovvero della foggia corrispondente all'epoca storica in cui fu combattuta la battaglia di Legnano. Gli abiti utilizzati dal 1962 in poi sono invece commissionati dalla reggenza di ogni contrada a sartorie artigianali specializzate.
Con la scelta di creare una collezione di abiti autonoma, venne deciso di focalizzarsi sui 50 anni prima e sul mezzo secolo dopo il celebre scontro armato del 29 maggio 1176. Vennero quindi compiuti studi approfonditi per riuscire a realizzare abiti il più possibile conformi alle fogge utilizzate in questo periodo storico: in particolare, fu di grande aiuto la collezione di sculture creata da Benedetto Antelami, artista contemporaneo alla battaglia di Legnano che realizzò un gran numero di statue, opere che sono ricchissime di dettagli, in special modo dei vestiti. Furono preziosi anche i reperti conservati all'interno dei Musei Vaticani, del Grande Museo del Duomo di Milano e in altri spazi espositivi sparsi nella penisola italiana, in Germania e in Francia.
Come già accennato, la conformità che il materiale della sfilata deve avere nei confronti delle conoscenze storiche riguardanti la vita militare e civile del XII secolo è controllata dalla commissione permanente dei costumi. Tale commissione, che è formata da tre esperti di caratura nazionale designati dal comitato organizzatore e da due rappresentanti per contrada, è stata istituita nel 1990 dal collegio dei capitani e delle contrade.
La sfilata inizia con i cortei delle singole contrade, che dal proprio maniero si dirigono nel centro della città per la sfilata vera e propria. Quest'ultima si apre con un corteo formato dalle bande musicali delle municipalità un tempo coalizzate nella Lega Lombarda. I loro componenti indossano la divisa del corpo musicale d'appartenenza e portano il gonfalone del proprio comune (quello di Legnano chiude questa parte del corteo). Il tipo di musica suonata è di carattere militare.
La parte centrale della sfilata è costituita da figuranti provenienti dalle contrade che sono vestiti in abiti medioevali. Ogni rione storico sfila seguendo un tema preciso; la contrada che chiude questa parte del corteo è quella che ha vinto il palio dell'anno precedente, mentre le altre sfilano, partendo dalla testa del corteo, in ordine crescente di vittorie). A parità di numero di vittorie, la più lontana dalla testa della sfilata è quella con l'ultima vittoria più recente. I soggetti rappresentati dalle otto contrade, che sono stati introdotti nel 1996 per meglio rappresentare l'atmosfera medioevale, sono:
- La Flora: la guerra;
- Legnarello: la forza e il lavoro;
- San Bernardino: il trionfo per la cattura delle armi;
- San Domenico: i popolani e i giochi;
- San Magno: la nobiltà e il clero;
- San Martino: la musica e la danza;
- Sant'Ambrogio: i cortigiani;
- Sant'Erasmo: l'astrologia e la caccia.

La sfilata storica per le vie cittadine termina con il passaggio del Carroccio trainato da sei buoi bianchi e dal transito del suo seguito armato che è formato, tra l'altro, dai figuranti che interpretano i cavalieri della Compagnia della Morte. Il corteo si snoda tra le vie di Legnano per finire allo stadio Giovanni Mari, nell'occasione addobbato con una scenografia di stile medievale.
Sul Carroccio è sistemata la copia della croce di Ariberto di Intimiano (ambìto premio della corsa ippica), un altare e la "martinella", ovvero dalla campana che in epoca medievale aveva la funzione di richiamare i soldati intorno al carro. La martinella viene fatta suonare all'interno dello stadio a sfilata terminata, dopo che si sono liberati in volo dei colombi, richiamando per la seconda volta la già citata leggenda raccontata da Galvano Fiamma. Sul Carroccio sono situati nove figuranti, tre con abiti religiosi e sei con abiti civili che impersonano dei musici, essendo dotati chiarine.
Nel 2000 è stato identificata la martinella originale della battaglia di Legnano: si trovava custodita sul campanile dell'eremo di Sant'Alberto di Butrio di Ponte Nizza, in provincia di Pavia. Nello stesso anno in cui venne effettuato ritrovamento, fu fatta sfilare nel corteo storico della Sagra del Carroccio.

### Gli eventi precedenti alla corsa ippica

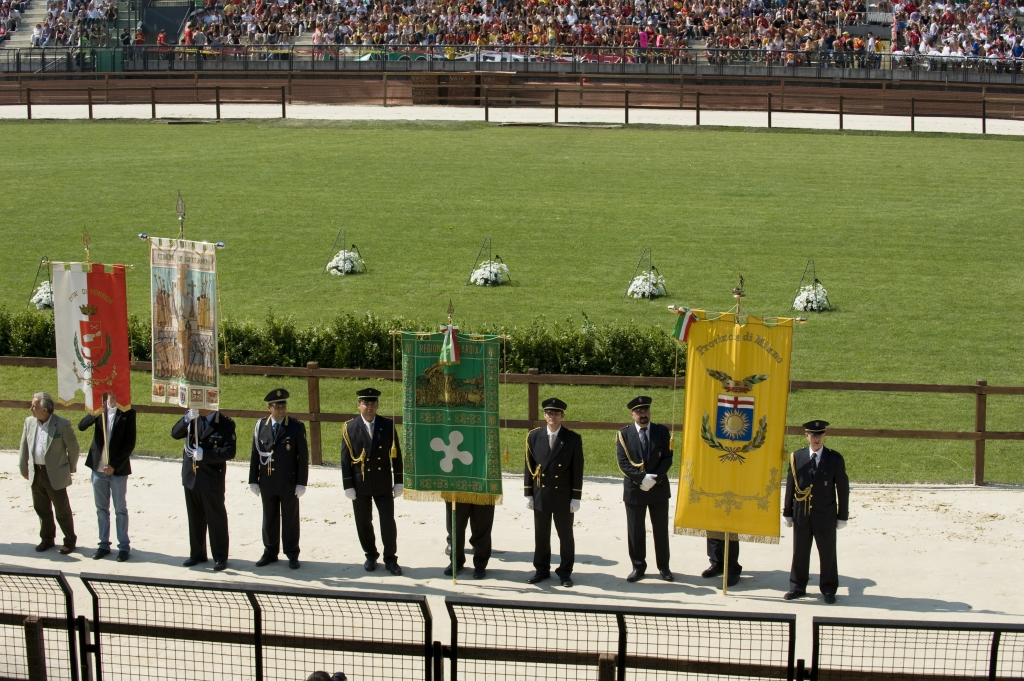
Gonfaloni allo stadio Giovanni Mari prima della corsa ippica del palio di Legnano 2014

All'interno dello stadio sono previsti altri momenti fortemente simbolici. Inizialmente sfilano i rappresentanti delle forze armate presenti a Legnano (Carabinieri, Polizia di Stato, Guardia di Finanza e polizia locale), dopo seguono i gonfaloni civici dei comuni un tempo coalizzati nella Lega Lombarda, i vessilli della città metropolitana di Milano e della Regione Lombardia, poi passano in corteo gli stendardi delle associazioni legnanesi ed infine sfila il gonfalone civico di Legnano; quest'ultimo rende poi gli onori alle autorità e agli altri gonfaloni comunali.
Sfilato il gonfalone di Legnano e resi gli onori agli altri stendardi comunali e alle autorità, dopo l'alzabandiera del tricolore e l'esecuzione de Il Canto degli Italiani di Goffredo Mameli e Michele Novaro, inno nazionale italiano dal 1946, entrano nello stadio i rappresentanti delle contrade, rigorosamente in ordine alfabetico, con il rione che ha vinto l'ultimo palio che chiude questa parte del corteo; poi entra il Carroccio trainato da sei buoi bianchi e il gruppo di figuranti, un tempo formato da giovani soldati di leva di stanza nella dismessa caserma legnanese dell'Esercito Italiano, che impersonano il drappello armato che difese questo carro militare durante la battaglia di Legnano; questa fase del palio è chiusa con l'ingresso dei figuranti che interpretano la Compagnia della Morte.

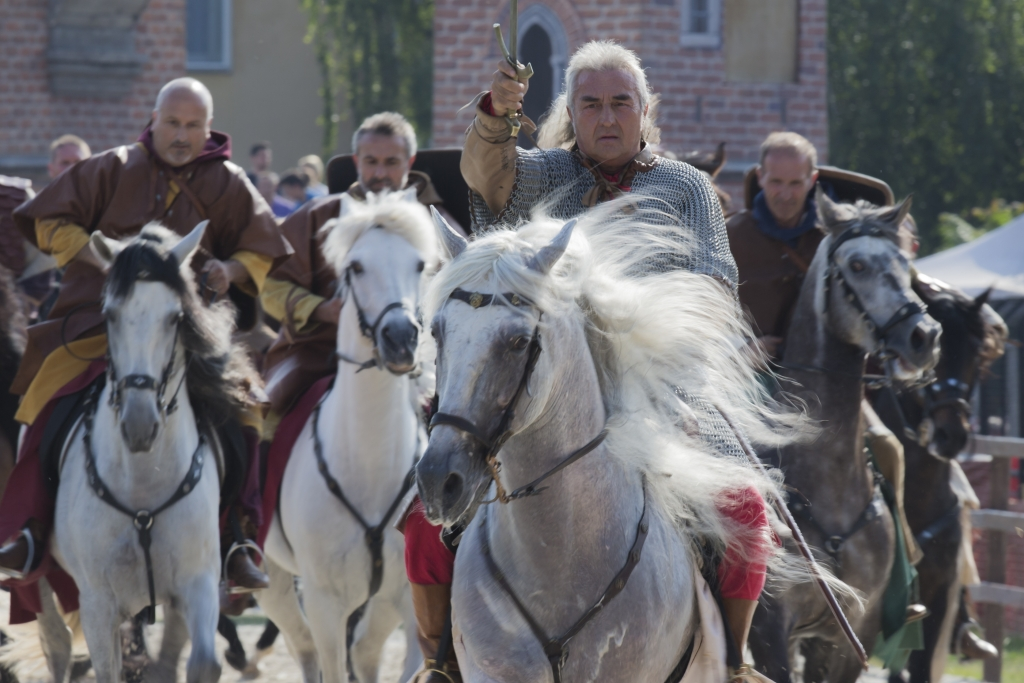
La Compagnia della Morte che si appresta a effettuare la carica, al palio di Legnano 2014

A questo punto della manifestazione i rappresentanti delle contrade si spostano al centro dello stadio e rendono solennemente onore al Carroccio. Durante la cerimonia il cancelliere pronuncia queste parole:
Subito dopo la resa degli onori al Carroccio avviene il volo dei colombi, che è accompagnato dal rintocco della martinella e dal suono delle chiarine dei musici del Carroccio. Poco dopo il supremo magistrato decreta, previo sorteggio, le batterie eliminatorie della corsa ippica. Tutti i protagonisti di questa fase lasciano quindi il campo per permettere ai figuranti della Compagnia della Morte, poco prima della corsa ippica, di riproporre la carica che fu fatta, secondo la leggenda, dalla compagine militare guidata da Alberto da Giussano nelle fasi conclusive della battaglia di Legnano.

### La corsa ippica

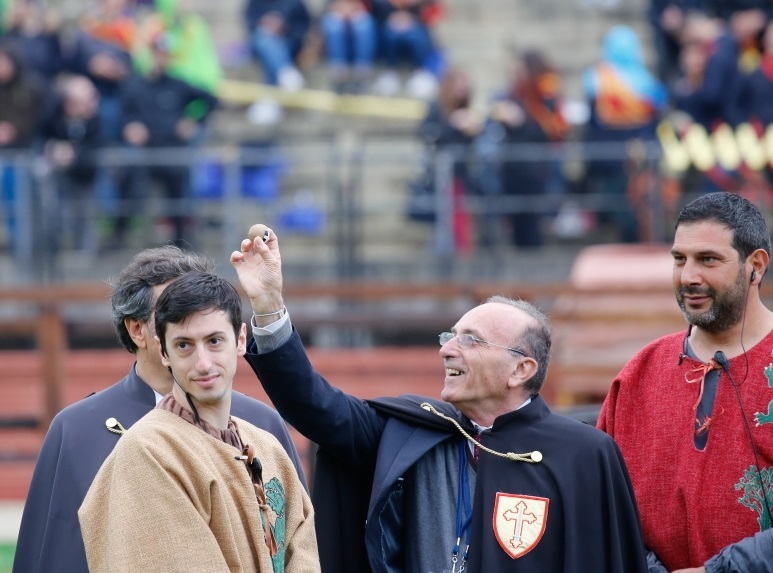
Sorteggio per la corsa ippica del palio di Legnano 2016 effettuato dal sindaco di Legnano, qui nella veste di supremo magistrato del palio

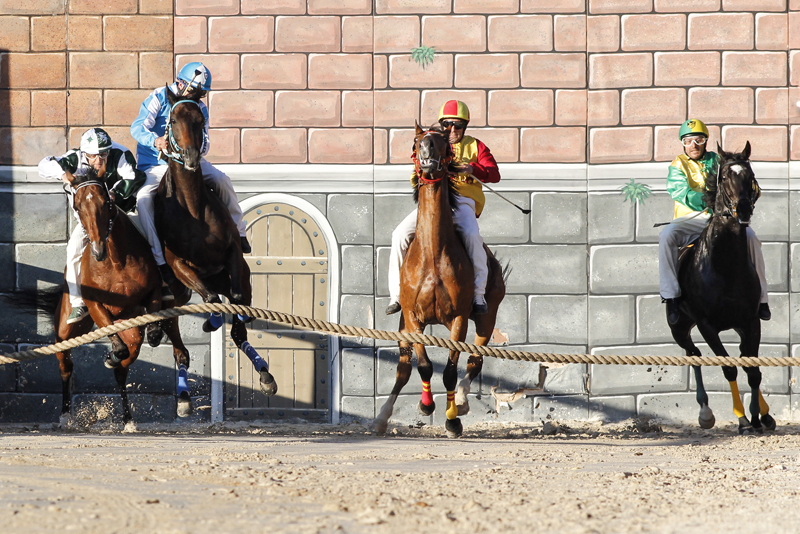
La partenza della corsa ippica, che è decretata dall'abbassamento canapo, del palio di Legnano 2013

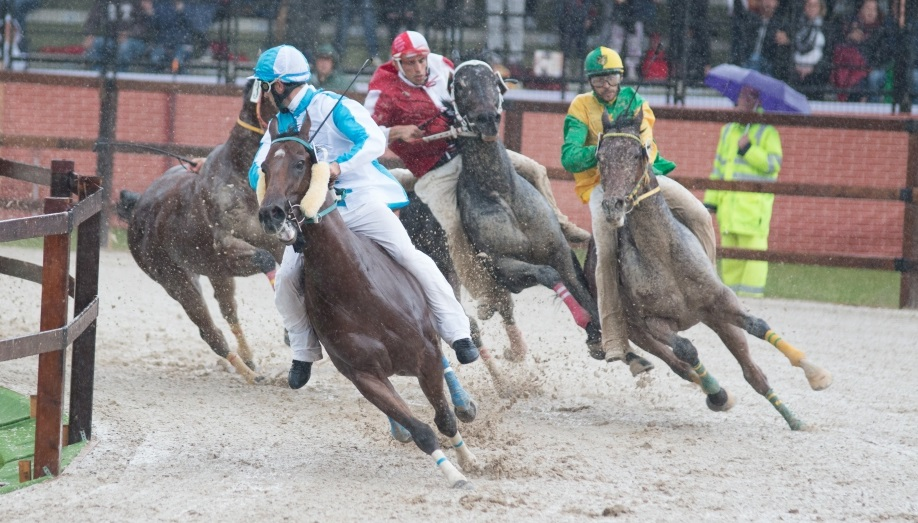
Corsa ippica del palio di Legnano 2016. Sulla sinistra si vede un cavallo scosso, ovvero senza fantino, che può concorrere comunque alla vittoria della corsa

Il momento culminante del palio è la corsa ippica a pelo che si corre, come già accennato, nello stadio della città. La gara, a cui partecipano le otto contrade storiche, viene disputata nel tardo pomeriggio dell'ultima domenica di maggio.
La corsa ippica, che si svolge su terreno sabbioso, inizia con due batterie eliminatorie a cui prendono parte quattro contrade ciascuna. In queste batterie eliminatorie i fantini delle contrade devono compiere 4 giri dell'anello, ognuno dei quali misura circa 240 metri. La finale che assegna il palio, a cui accedono le prime due classificate di ogni batteria, comprende invece 5 giri dell'anello. La corsa ippica può essere vinta anche da un cavallo scosso, ovvero da un cavallo che resta senza la monta del fantino durante una corsa, purché non compia violazioni al regolamento. Per quanto riguarda i fantini, il regolamento non precisa nessuna limitazione sulla loro scelta da parte delle contrade.
La composizione delle batterie e l'ordine di disposizione dei cavalli al canapo (dal più vicino allo steccato al più esterno), come già accennato, sono definiti da un sorteggio che avviene prima della gara. Colui che fa partire i cavalli nelle batterie eliminatorie e nella finale è il mossiere, che è investito del suo ruolo dal cavaliere del Carroccio e che decreta la partenza con l'abbassamento del canapo.
La sera del venerdì che precede la corsa ippica si svolge la cosiddetta "provaccia", ovvero una gara che viene disputata con lo stesso regolamento del palio a cui partecipano dei fantini emergenti o di origine locale. La provaccia, che è dedicata a Luigi Favari, già presidente del comitato organizzatore del palio, è preceduta da un'altra corsa ippica a cui prendono parte, questa volta, dei pony montati da giovanissimi fantini. La provaccia venne introdotta nel 1985 sulla scorta dell'entusiasmo scaturito dall'organizzazione dell'edizione straordinaria del Palio del 1980; nelle prime edizioni, al memorial Luigi Favari, erano associate altre manifestazioni sportive come partite di calcio e gare di tiro alla fune. Proprio alla provaccia si è registrata l'unica vittoria di un cavallo scosso: nel 2017 ha vinto Legnarello grazie a un cavallo senza il fantino che è stato disarcionato durante la gara. Se una contrada vince, nello stesso anno, sia il palio che la provaccia, si dice che ha "fatto cappotto".

### I simboli della vittoria

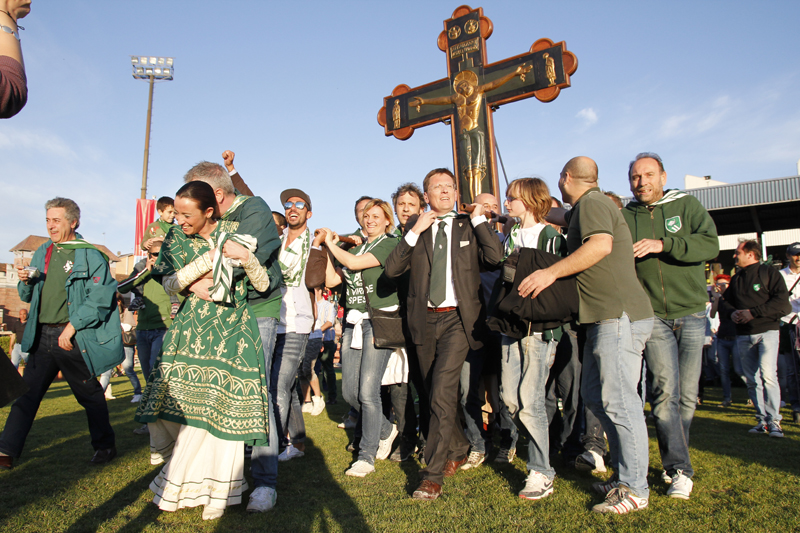
La riproduzione della Croce di Ariberto da Intimiano, ambito premio della gara ippica, portata in trionfo dai contradaioli di San Domenico subito dopo la vittoria nel palio di Legnano 2013

La contrada vincitrice della gara ippica ha diritto di conservare, all'interno della chiesa a cui fa riferimento, la croce di Ariberto da Intimiano, ovvero una scultura a sbalzo di rame del 1936 opera dell'artigiano legnanese Luciano Sai che riproduce, su scala ridotta, la croce medioevale originale; quest'ultima, che venne donata al monastero di San Dionigi da Ariberto da Intimiano, arcivescovo di Milano dal 1018 al 1045, è conservata all'interno del museo del Duomo di Milano. Venne realizzata grazie al contributo dell'industriale locale Pino Mocchetti, capitano della contrada Legnarello dal 1935 al 1936.

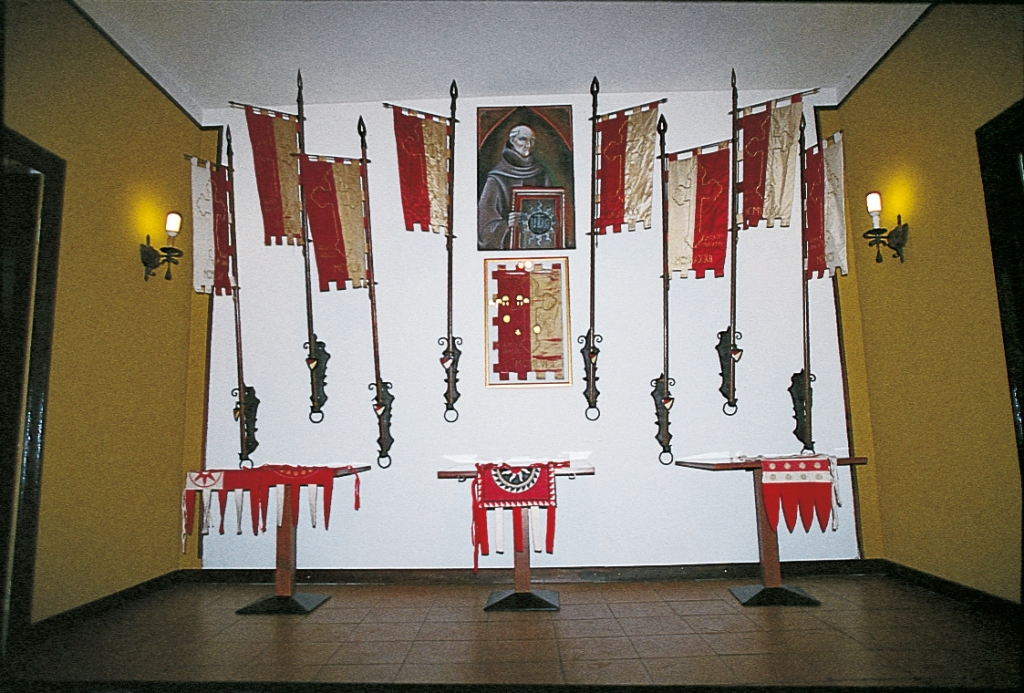
Interno del maniero della Contrada San Bernardino. Intorno all'effige di san Bernardino, sono collocate le bande delle vittorie

La copia della croce medievale è custodita dal rione vincitore fino all'edizione successiva del palio. Anche la cerimonia ufficiale che consegna la croce alla contrada vincitrice è chiamata "traslazione della croce": questo evento avviene solennemente la sera del sabato successivo al palio.
Altri simboli della vittoria sono la croce pettorale, ovvero un crocefisso d'oro copia del prezioso oggetto posto sul Carroccio durante la battaglia di Legnano, che viene assegnato al capitano della contrada vincitrice e che viene riconsegnato poco prima del palio successivo; la banda della vittoria, ovvero uno stendardo bianco e rosso (i colori dello stemma comunale di Legnano) che riporta la data della vittoria in numeri romani e che viene consegnato alla contrada vincitrice a titolo definitivo; il peso d'argento, che è una preziosa scultura di 1176 grammi il cui peso richiama l'anno della battaglia (1176) e che viene consegnata alla contrada vincitrice a titolo definitivo, essendo realizzato ogni anno da un artista diverso. Il peso d'argento, la cui foggia cambia ogni anno, fu introdotto nel 1992 e richiama un analogo premio assegnato alla contrada vincitrice nelle prime edizioni del palio.
Per tradizione, alla fine della corsa ippica, il monumento al Guerriero di Legnano viene bardato con i colori della contrada vincitrice. La contrada che non vince il palio da più tempo è invece chiamata "Nonna".

### I fantini e i cavalli

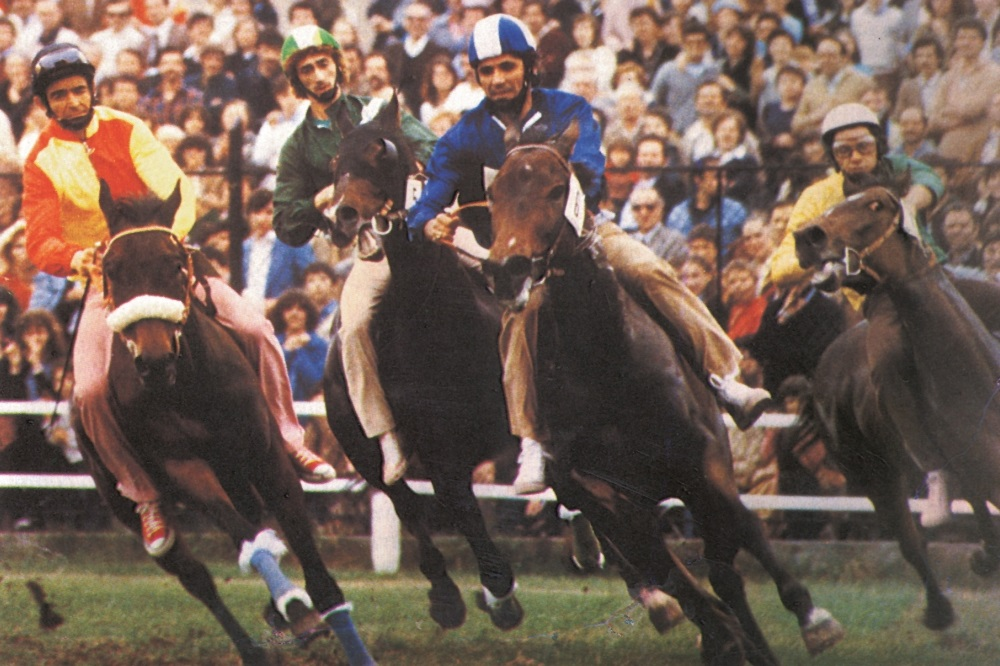
Corsa ippica del palio di Legnano 1979. Da sinistra a destra si riconoscono i fantini Canapino (Leonardo Viti), Truciolo (Mario Cottone), Aceto (Andrea Degortes) e Noce (Luigi Croci)

Tra i fantini che entrarono nell'immaginario collettivo dei legnanesi ci furono Vittorio Ciapparelli e Antonio Braca (detto Cucciolo), protagonisti negli anni trenta, e Angelo Lorenzetti, plurivittorioso negli anni cinquanta. In seguito, i fantini più amati furono Rosario Pecoraro (detto Tristezza), Maurizio Franchini (detto Maurizio) e Francesco Cuttone (detto Mezz'etto).
Dagli anni settanta in poi, con il ritorno della monta a pelo, memorabili furono le vittorie di Leonardo Viti (detto Canapino), Vincenzo Foglia (detto Frasca), Salvatore Ladu (detto Cianchino), Andrea Degortes (detto Aceto), Mario Cottone (detto Truciolo), Maurizio Farnetani (detto Bucefalo), Sebastiano Deledda (detto Legno), Antonello Casula (detto Moretto), di Martin Ballesteros (detto Pampero), Silvano Mulas (detto Voglia), Giuseppe Zedde (detto Gingillo), Valter Pusceddu (detto Bighino), Maurizio Farnetani (detto Bucefalo), Dino Pes (detto Velluto), Giovanni Atzeni (detto Tittìa).
Aceto, il fantino più famoso legato al mondo dei pali, nonostante abbia partecipato alla manifestazione legnanese ben tredici volte, riuscì a vincere solo una volta, nel 1974 per la contrada Sant'Erasmo. Il record di vittorie nel palio di Legnano è invece ad appannaggio di Leonardo Viti, detto Canapino, e di Maurizio Farnetani, detto Bucefalo, con quattro vittorie ciascuno.
Destò scalpore un evento unico nella storia del palio di Legnano che riguarda un fantino e che avvenne nel 1987: la squalifica a vita del fantino Mario Cottone, detto Truciolo, a causa della sua partecipazione, insieme ad alcuni contradaioli di San Martino, a una spedizione punitiva nel maniero di Legnarello avvenuta alla sera della vigilia del palio.
I cavalli più celebrati sono stati Incantatella, Atomica, Valsandro, Sir Brunetto, Faberina e Tullipan per San Bernardino, Tom Jones, Pou Pouch, Peccatrice, Fasciariba e Phantasm per San Magno, Muccia, Tigri, Raggio di Sole e Veronica Gambara per Legnarello, Lugano, Dominga, Hirish Karaban, Master Funes e Vittorio per San Domenico, Salazar, Capriccio e Shibo per Sant'Ambrogio, Miki (vincitrice anche per La Flora), Pasquetta, Lucianella e Slavi per Sant'Erasmo, Scapricciatella, Belfast e Mattia per San Martino, Argea, Blue Baker e Calendimaggio per La Flora.

## Statistiche

### Vittorie per contrada

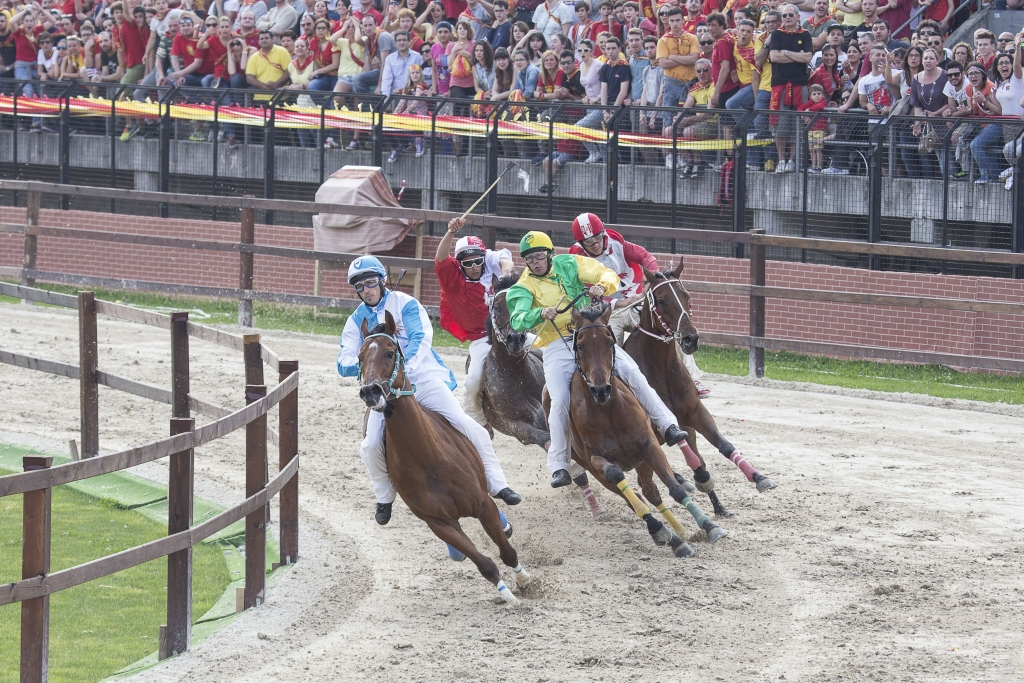
Un momento della corsa ippica del palio di Legnano 2015

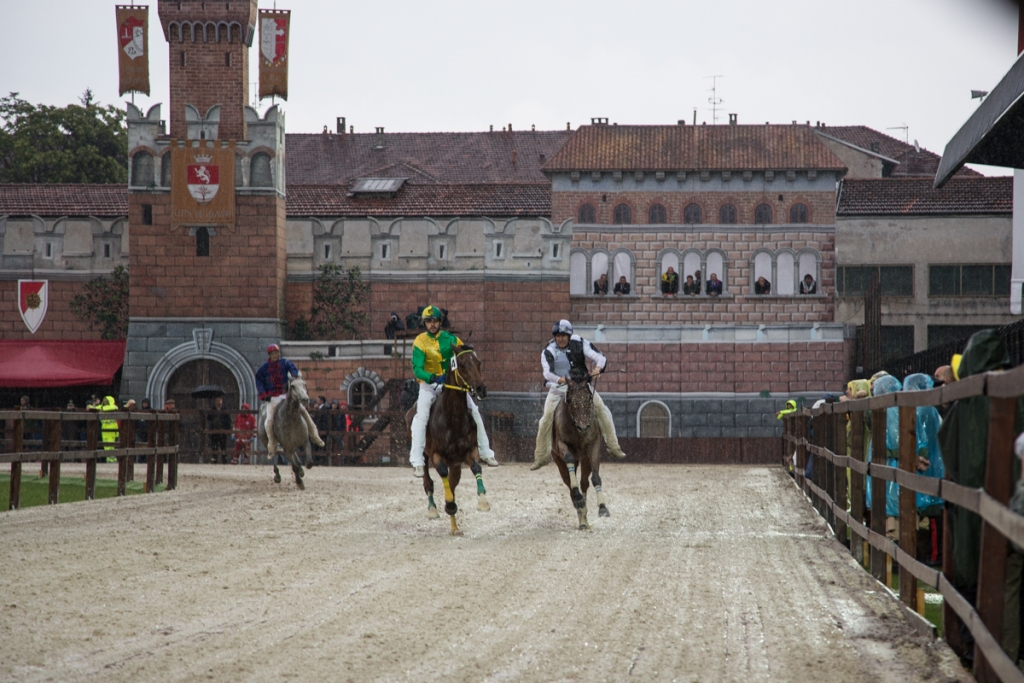
Un momento della corsa ippica del palio di Legnano 2016

| Contrada       | Vittorie | Edizioni                                                                      |
| -------------- | -------- | ----------------------------------------------------------------------------- |
| Legnarello     | 13       | 1936, 1952, 1953, 1954, 1965, 1966, 1983, 1989, 1991, 2015, 2017, 2023 e 2024 |
| Sant'Erasmo    | 13       | 1937, 1939, 1958, 1964, 1969, 1970, 1974, 1975, 1976, 1994, 1998, 2002 e 2014 |
| San Magno      | 12       | 1963, 1971, 1973, 1979, 1987, 1990, 1993, 1999, 2000, 2001, 2011 e 2022       |
| La Flora       | 9        | 1938, 1960, 1997, 2005, 2008, 2009, 2010, 2018 e 2021                         |
| San Bernardino | 9        | 1956, 1959, 1961, 1978, 1980, 1982, 1985, 1995 e 2007                         |
| Sant'Ambrogio  | 7        | 1962, 1968, 1986, 1988, 2004, 2012 e 2025                                     |
| San Domenico   | 7        | 1935, 1972, 1981, 1984, 1996, 2013 e 2019                                     |
| San Martino    | 5        | 1957, 1967, 1992, 2003 e 2016                                                 |

### Vincitore dell'ultimo palio
- 25 maggio 2025: Sant'Ambrogio (Giuseppe Zedde con Aristoteles)

### Anni di ritardo dall'ultima vittoria
| Contrada                        | Ultima vittoria   | Ritardo              |
| ------------------------------- | ----------------- | -------------------- |
| Sant'Ambrogio                   | 25 maggio 2025    | 0 anni e 2 giorni    |
| Legnarello                      | 26 maggio 2024    | 1 anno e 1 giorno    |
| San Magno                       | 29 maggio 2022    | 2 anni e 363 giorni  |
| La Flora                        | 19 settembre 2021 | 3 anni e 250 giorni  |
| San Domenico                    | 2 giugno 2019     | 5 anni e 359 giorni  |
| San Martino                     | 29 maggio 2016    | 8 anni e 363 giorni  |
| Sant'Erasmo                     | 1º giugno 2014    | 10 anni e 360 giorni |
| San Bernardino (contrada nonna) | 27 maggio 2007    | 18 anni e 0 giorni   |

## Glossario del palio di Legnano

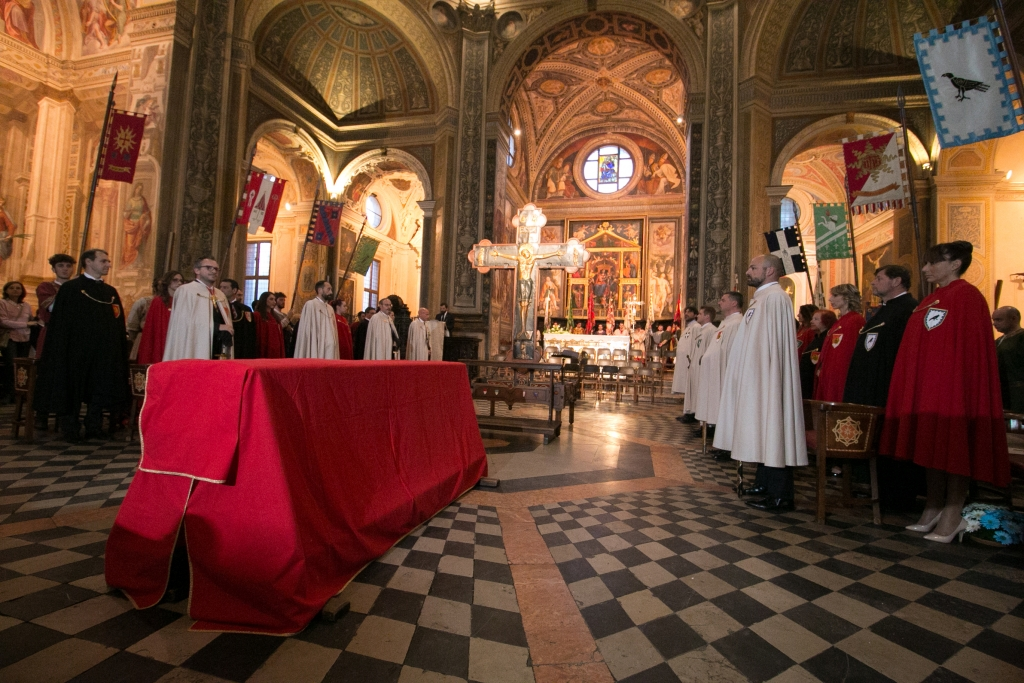
Veglia della croce della copia della croce di Ariberto di Intimiano per il palio di Legnano 2016

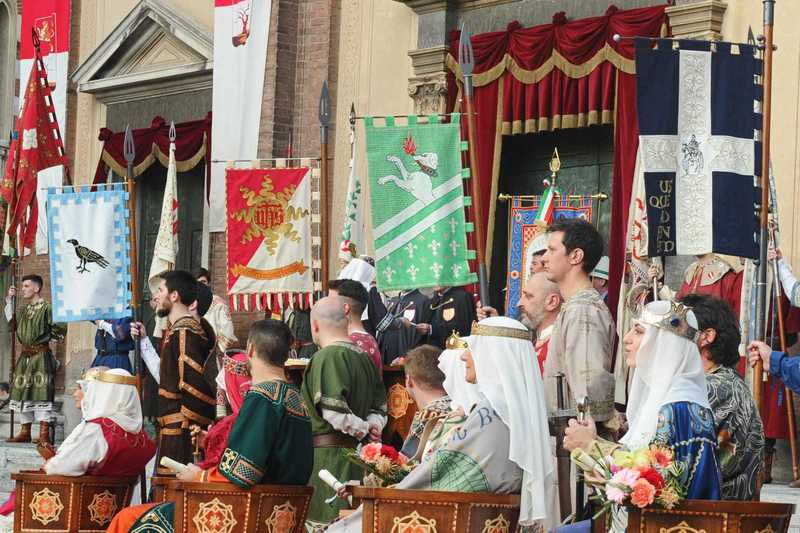
Iscrizione delle contrade al palio di Legnano 2016

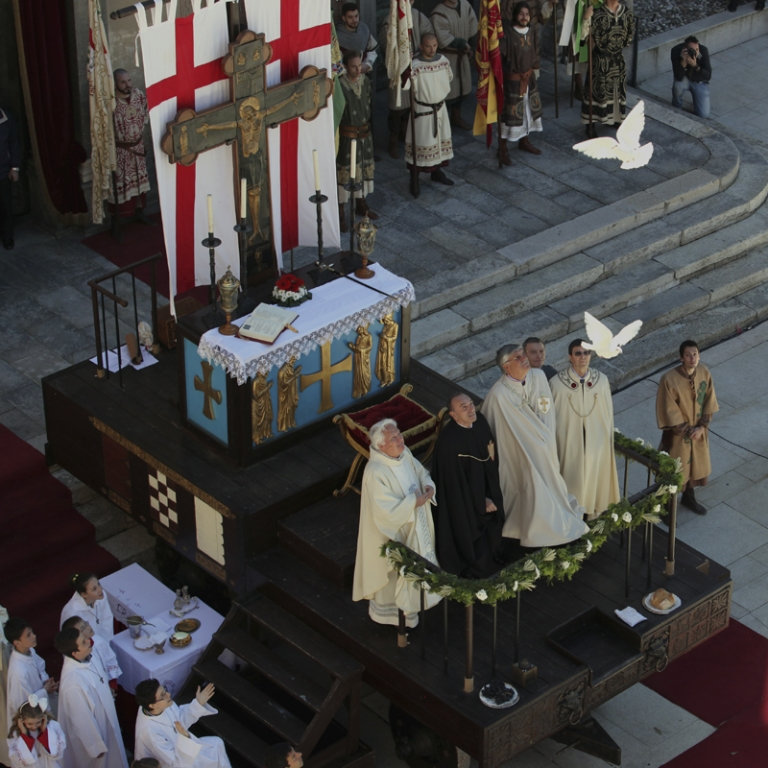
Volo delle tre colombe al palio di Legnano 2013

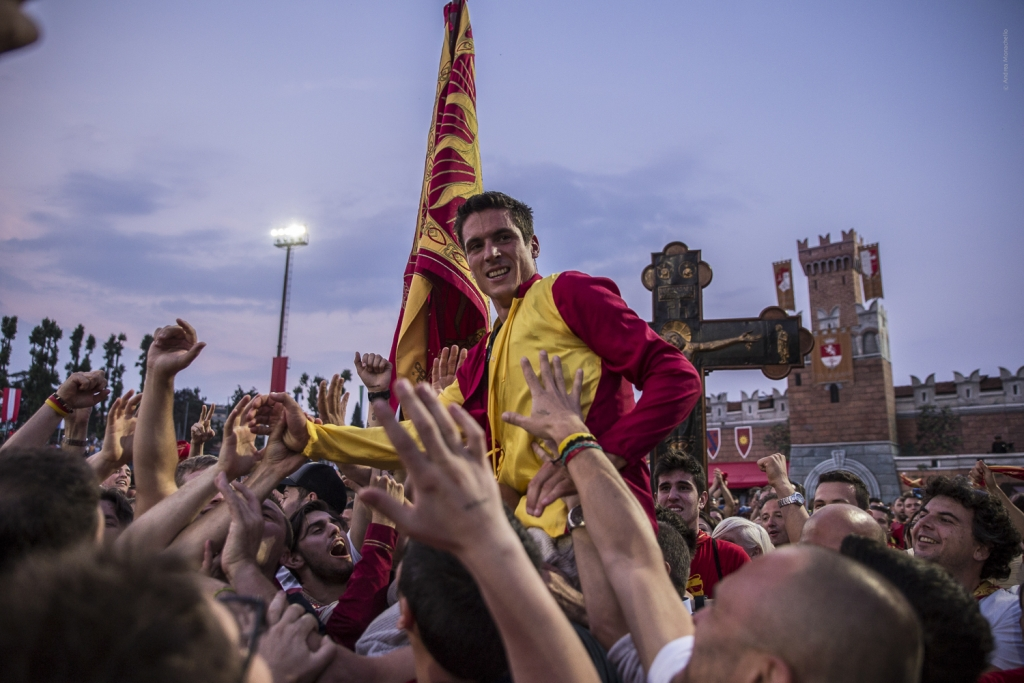
Il fantino della contrada Legnarello portato in trionfo subito dopo la vittoria al palio di Legnano 2015

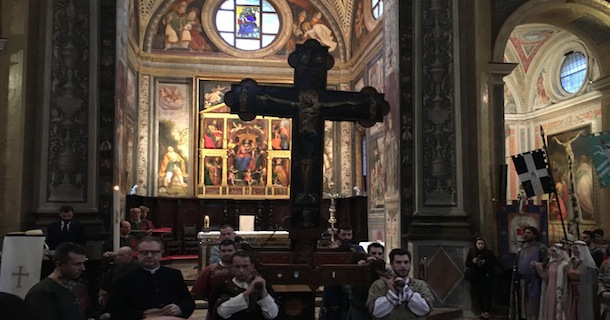
Traslazione della copia della croce di Ariberto di Intimiano dalla basilica di San Magno alla chiesa di San Martino, edificio religioso di riferimento della contrada vincitrice del palio di Legnano 2016

Riferita al palio di Legnano è in uso una terminologia specifica per descrivere i protagonisti e gli eventi della manifestazione:
- Alberto da Giussano: condottiero leggendario che avrebbe sferrato, secondo la tradizione, l'attacco decisivo a Federico Barbarossa nella battaglia di Legnano.
- Banda della vittoria: uno stendardo che riporta la data della vittoria in numeri romani e che viene consegnato alla contrada vincitrice a titolo definitivo.
- Canapo: è la corda che delimita l'area di partenza dei cavalli nella gara ippica.
- Capitano: è il reggente della contrada. Suo compito è la scelta del fantino e del cavallo che parteciperanno alla corsa ippica.
- Cappotto: è quando una contrada vince, nello stesso anno, sia il palio che la provaccia.
- Carroccio: carro dalla funzione militare e simbolica che era trainato da buoi e che prese parte alla battaglia di Legnano. Una copia del Carroccio sfila durante il corteo storico del palio.
- Castellana: ha un ruolo di rappresentanza nelle cerimonie ufficiali della contrada, oltre che un compito organizzativo in seno alle stesse.
- Cavaliere del Carroccio: è il nome di colui che presiede e coordina il comitato del palio, rivestendo quindi il ruolo di responsabile esecutivo dell'organizzazione della manifestazione. Compito importante del Cavaliere del Carroccio è quello di scegliere il mossiere della corsa ippica.
- Cavallo scosso: cavallo rimasto senza fantino che può vincere il palio purché non compia violazioni al regolamento.
- Contrada: è uno degli otto rioni storici in cui è divisa la città di Legnano.
- Contradaiolo: abitante della contrada.
- Commissione Permanente dei Costumi: istituita nel 1992, è l'organo preposto al controllo e verifica del patrimonio vestimentario del Palio di Legnano. Retta da un Coordinatore Scientifico, coadiuvato da una segretaria e da uno staff di accademici, alla Commissione Costumi partecipano due rappresentanti nominati da ciascuna contrada. La Commissione è garante della corretta storicità di ciascun elemento utilizzato dalle contrade nelle cerimonie in costume storico.
- Croce di Ariberto da Intimiano: crocefisso donato originariamente da Ariberto al monastero di San Dionigi di Milano. Una sua copia è l'ambito premio della contrada vincitrice della corsa ippica.
- Croce pettorale: copia del prezioso oggetto d'oro posto sul Carroccio durante la battaglia di Legnano che viene assegnato al capitano della contrada vincitrice e riconsegnato poco prima del palio successivo.
- Collegio dei capitani e delle contrade: la sua funzione è quella di coordinare le attività, le azioni e gli intenti dei capitani di contrada.
- Collegio dei magistrati del palio: ha la funzione di risolvere le controversie tra le contrade, dato che è tassativamente vietato ricorrere alla magistratura ordinaria.
- Comitato del Palio: ha la funzione di organizzare il palio di Legnano.
- Compagnia della Morte: squadrone leggendario di cavalieri comandato, durante la battaglia di Legnano, da Alberto da Giussano.
- Famiglia Legnanese: associazione culturale senza fini di lucro parte del comitato organizzatore del palio.
- Gran Dama: ha la funzione di aiutare la castellana nell'espletamento delle sue funzioni, oltre che di curare la custodia degli abiti e degli oggetti utilizzati nella sfilata storica.
- Gran Priore: ha la funzione di coadiuvare il capitano di contrada nelle sue funzioni e riveste il ruolo di rappresentante legale della contrada.
- Manieri: sono le sedi delle contrade.
- Martinella: la campana collocata sul Carroccio che serviva a chiamare a raccolta i soldati intorno ad esso.
- Mossa: è la partenza della gara ippica.
- Mossiere: è colui che, abbassando il canapo, dà il via alla gara ippica.
- Museo di contrada: è il museo situato nel maniero della contrada, all'interno del quale sono conservati i cimeli e le riproduzioni storiche utilizzate dal rione nel corteo storico.
- Nonna: la contrada che non vince il palio da più tempo.
- Peso d'argento: preziosa scultura di 1176 grammi, il cui peso richiama l'anno della battaglia (1176), che viene consegnata a titolo definitivo alla contrada vincitrice.
- Priore: carica onorifica assegnata a un contradaiolo meritevole.
- Provaccia: gara disputata con lo stesso regolamento del palio che viene organizzata la sera del venerdì precedente a quest'ultimo, a cui partecipano fantini emergenti.
- Scudiero: ha la funzione di aiutare il capitano di contrada nell'espletamento delle sue funzioni.
- Supremo magistrato: è il sindaco di Legnano. Presiedendo il collegio dei Magistrati, è a capo del comitato organizzatore del palio.
- Stadio Giovanni Mari: impianto sportivo cittadino dove hanno luogo il termine della sfilata storica e la corsa ippica.
- Traslazione della croce: è il trasferimento della copia della croce di Ariberto da Intimiano, poco prima della nuova edizione della manifestazione, dalla chiesa di riferimento della contrada vincitrice dell'ultimo palio alla basilica di San Magno. Si chiama in questo modo anche il successivo trasferimento di questa croce dalla basilica di San Magno alla chiesa di riferimento della contrada vincitrice della nuova edizione della manifestazione.
- Veglia della croce: celebrazione religiosa che avviene nella basilica di San Magno e che prevede la veglia della copia della croce di Ariberto di Intimiano, durante la quale le contrade rendono omaggio all'ambito premio del rione vincitore della corsa ippica.

### Esplicative
1. ↑  Per "beneficio" in questo caso si intende la battaglia di Legnano.
2. ↑  Durante l'epoca fascista gli organi democratici dei comuni furono soppressi e tutte le funzioni in precedenza svolte dal sindaco, dalla Giunta comunale e dal Consiglio comunale furono trasferite al podestà, carica di nomina governativa.
3. ↑  Il regolamento del palio utilizza il termine "canapo" in luogo del più comune "canape".
4. ↑  I "manieri" sono le sedi delle contrade di Legnano.
5. ↑  Come già accennato, è chiamata con questo nome anche la cerimonia propedeutica al palio che prevede il ritorno della croce nella basilica di San Magno, consegnata dall'ultima contrada vincitrice della corsa ippica e rimessa alla collettività per la nuova riassegnazione.
6. ↑  Il palio 2014 è stato rinviato di una settimana perché il 25 maggio, ultima domenica del mese, hanno avuto luogo le elezioni europee. Cfr.  Palio, ECCO LE DATE DELLE CERIMONIE DI RITO 2014, su Palio di Legnano, 17 novembre 2013. URL consultato il 31 marzo 2024.
7. ↑  La contrada che non vince da più tempo è chiamata "nonna".

### Bibliografiche
1. 1 2 3 4 5 6   Il Palio di Legnano, su viaggiandoineuropa.it. URL consultato il 5 aprile 2014 (archiviato dall'url originale il 24 marzo 2016).
2. 1 2 3 4 5 6 7   Il Palio tra folklore e storia, su paliodilegnano.it. URL consultato il 5 aprile 2014.
3. 1 2 3 4 5 6 7 8 9 10 11 12 13 14 15  Ferrarini, p. 183.
4. 1 2   La Fabbrica del canto, cori dal mondo, su eoipso.it. URL consultato il 4 maggio 2016.
5. 1 2   Newsletter del Comune di Legnano, su legnano.org. URL consultato l'8 aprile 2014 (archiviato dall'url originale l'8 aprile 2014).
6. 1 2 3  D'Ilario, 1976, p. 265.
7. 1 2 3 4 5 6  Autori vari, p. 115.
8. ↑  D'Ilario, 1976, p. 266.
9. 1 2  D'Ilario, 1976, p. 268.
10. 1 2 3  Autori vari, p. 118.
11. ↑   Storia di Legnano - Dall'Ottocento al ventesimo secolo, su legnano.org. URL consultato il 12 ottobre 2014 (archiviato dall'url originale il 17 ottobre 2014).
12. ↑  D'Ilario, 1976, p. 270.
13. 1 2  Ferrarini, p. 181.
14. 1 2  Autori vari, p. 73.
15. 1 2 3 4 5 6 7 8 9 10 11 12 13 14 15 16 17  Ferrarini, p. 189.
16. 1 2 3 4 5  Autori vari, p. 119.
17. 1 2  Autori vari, p. 121.
18. 1 2 3 4 5  D'Ilario, 1984, p. 335.
19. 1 2 3 4 5 6 7 8 9 10 11  Autori vari, p. 124.
20. ↑   La Storia - Dalla Festa del Carroccio al Palio di Legnano, su contradasanmartino.it. URL consultato il 15 aprile 2016 (archiviato dall'url originale il 27 aprile 2016).
21. ↑  Autori vari, pp. 121-122.
22. 1 2 3  Autori vari, p. 122.
23. ↑  D'Ilario, 2000, p. 4.
24. 1 2 3 4  Ferrarini, p. 182.
25. ↑  D'Ilario, 1984, p. 118.
26. ↑  Ferrarini, pp. 179-180.
27. 1 2 3  Ferrarini, p. 180.
28. 1 2  Autori vari, p. 324.
29. ↑  Autori vari, p. 325.
30. ↑  Autori vari, p. 332.
31. ↑  Autori vari, p. 332 e 339.
32. 1 2 3 4  Autori vari, p. 125.
33. ↑  Autori vari, p. 127.
34. ↑  Autori vari, pp. 128-129.
35. ↑  Autori vari, p. 137.
36. 1 2 3  Autori vari, p. 175.
37. ↑  Autori vari, p. 177.
38. 1 2 3  Autori vari, p. 135.
39. 1 2 3 4  Autori vari, p. 133.
40. 1 2 3 4 5 6 7   L'albo d'oro del Palio di Legnano, su contradalegnarello.it. URL consultato il 4 aprile 2014.
41. ↑  Autori vari, p. 334.
42. 1 2  Autori vari, p. 335.
43. ↑  Autori vari, p. 131.
44. 1 2  Autori vari, p. 193.
45. ↑  Autori vari, p. 336.
46. 1 2 3 4 5 6  D'Ilario, 1984, p. 346.
47. 1 2 3 4 5 6 7 8 9 10 11 12 13 14 15 16 17 18 19 20 21 22 23 24  Ferrarini, p. 184.
48. 1 2 3 4  Autori vari, p. 212.
49. ↑   Il Palio delle contrade, su paliodilegnano.it. URL consultato il 5 aprile 2014.
50. 1 2  Autori vari, p. 213.
51. ↑  Autori vari, pp. 138-139.
52. 1 2 3 4  Autori vari, p. 139.
53. 1 2 3 4 5 6 7  Autori vari, p. 141.
54. 1 2 3  Autori vari, p. 140.
55. ↑  Autori vari, p. 346.
56. 1 2 3  Autori vari, p. 312.
57. ↑  Autori vari, p. 313.
58. ↑  Autori vari, p. 315.
59. 1 2 3  Autori vari, p. 142.
60. ↑  Autori vari, pp. 142-143.
61. 1 2   Sbandieratori... che passione! Il gruppo cerca nuove leve, su legnanonews.com. URL consultato il 27 aprile 2016.
62. ↑   Attenti al Luppolo - Il ritorno, su paliodilegnano.it. URL consultato il 27 aprile 2016.
63. 1 2 3   Commissione permanente dei Costumi, su contradalegnarello.it. URL consultato il 6 aprile 2014 (archiviato dall'url originale il 18 aprile 2015).
64. ↑  Autori vari, p. 258.
65. 1 2  Autori vari, p. 147.
66. 1 2 3  D'Ilario, 2000, p. 12.
67. ↑  Autori vari, p. 150.
68. ↑  Autori vari, p. 152.
69. 1 2   Internet e giornale per aprirsi al mondo, in La Prealpina, 1º maggio 2005,  p. 12.
70. ↑   Contrada di San Magno - Le vittorie al Palio, su sanmagno.com. URL consultato il 4 aprile 2014 (archiviato dall'url originale il 6 maggio 2014).
71. ↑   Palio di Legnano 2015: vince Legnarello al fotofinish dopo 23 anni, su ilgiorno.it. URL consultato il 21 aprile 2016.
72. ↑   Palio di Legnano, nuovo regolamento: fotofinish, rinvio e antidoping, su oknetwork.it. URL consultato il 21 febbraio 2017 (archiviato dall'url originale il 22 febbraio 2017).
73. ↑   Annullato il Palio di Legnano 2020, i Magistrati hanno deciso, su legnanonews.com. URL consultato il 19 luglio 2020.
74. 1 2 3   Collegio dei Capitani delle Contrade, su contradalegnarello.it. URL consultato il 6 aprile 2014 (archiviato dall'url originale il 18 aprile 2015).
75. ↑  Ferrarini, p. 178.
76. 1 2 3 4 5 6  Ferrarini, p. 177.
77. 1 2 3  D'Ilario, 2000, p. 6.
78. 1 2 3  D'Ilario, 1984, p. 337.
79. ↑  Autori vari, p. 200.
80. ↑   Le origini, su contradasanmagno.it. URL consultato il 1º giugno 2016 (archiviato dall'url originale il 17 agosto 2016).
81. ↑  Autori vari, p. 206.
82. 1 2 3 4  D'Ilario, 1984, p. 343.
83. ↑  Autori vari, p. 210.
84. ↑   La sfilata di Legnarello, su contradalegnarello.it. URL consultato il 30 marzo 2016.
85. ↑   Riviviamo il corteo storico: contrada San Bernardino, su collegiodeicapitani.it. URL consultato il 30 marzo 2016.
86. 1 2 3   Regolamento generale del Palio di Legnano (PDF), su paliodilegnano.it. URL consultato l'11 febbraio 2017 (archiviato dall'url originale l'11 gennaio 2017).
87. 1 2 3 4 5  Autori vari, p. 144.
88. 1 2 3 4   Istituzioni del Palio di Legnano, su contradalegnarello.it. URL consultato il 6 aprile 2014.
89. ↑   Con la Traslazione della Croce, emissione del Bando, è partito il Palio delle Contrade, su assesempione.info. URL consultato il 10 aprile 2014 (archiviato dall'url originale il 13 aprile 2014).
90. ↑  Autori vari, p. 240.
91. ↑   Albo d'oro dei Cavalieri del Carroccio, su collegiodeicapitani.it. URL consultato il 4 aprile 2014.
92. ↑   Albo d'oro dei Presidenti della Sagra del Carroccio, su collegiodeicapitani.it. URL consultato il 4 aprile 2014.
93. ↑  Autori vari, p. 123.
94. ↑  Autori vari, p. 145.
95. 1 2 3  Ferrarini, p. 185.
96. 1 2  Autori vari, p. 243.
97. ↑   I capitani hanno deciso: investitura civile spostata a maggio, su legnanonews.com. URL consultato il 9 novembre 2015 (archiviato dall'url originale il 5 marzo 2016).
98. ↑  Autori vari, p. 244.
99. ↑  Autori vari, p. 245.
100. 1 2  D'Ilario, 1984, p. 338.
101. ↑  Percivaldi, p. 177.
102. ↑  D'Ilario, 1976, p. 80.
103. ↑   Palio 2016, il calendario degli eventi ufficiali, su legnanonews.com. URL consultato il 12 novembre 2015.
104. ↑  D'Ilario, 1984, pp. 338-341.
105. 1 2  D'Ilario, 2000, p. 10.
106. 1 2 3 4 5 6  Autori vari, p. 239.
107. ↑  Autori vari, p. 197.
108. 1 2 3 4 5  D'Ilario, 1984, p. 339.
109. 1 2 3 4 5 6   Sfilata storica, su paliodilegnano.it. URL consultato il 6 aprile 2014.
110. ↑  Autori vari, p. 237.
111. ↑   Albo d'oro delle Reggenze di contrada, su collegiodeicapitani.it. URL consultato il 6 aprile 2014.
112. 1 2 3 4 5 6 7 8 9 10 11  Ferrarini, p. 188.
113. ↑  D'Ilario, 1984, p. 341.
114. 1 2  Autori vari, p. 249.
115. ↑   È sul campanile di un eremo medievale dell'Oltrepò Pavese la storica «martinella» del carroccio, su users.libero.it. URL consultato l'11 aprile 2016.
116. 1 2 3 4 5  D'Ilario, 1976, p. 340.
117. 1 2 3  Autori vari, p. 253.
118. ↑   ALBERTO da Giussano, in Enciclopedia Italiana, Roma, Istituto dell'Enciclopedia Italiana.
119. ↑   Palio di Legnano 2015 - 1176 emozioni, una sola battaglia, su cittametropolitana.mi.it. URL consultato il 29 maggio 2015 (archiviato dall'url originale l'8 aprile 2016).
120. 1 2   Regolamento Generale del Palio di Legnano (PDF), su paliodilegnano.it. URL consultato il 5 aprile 2014 (archiviato dall'url originale il 4 marzo 2016).
121. 1 2   Provaccia - Albo d'oro, su contradalegnarello.it. URL consultato il 31 maggio 2015.
122. ↑   La Provaccia, su contradalegnarello.it. URL consultato il 31 maggio 2015.
123. ↑   Eventi Palio: la Provaccia, su lamilanocheconviene.it. URL consultato il 31 maggio 2015 (archiviato dall'url originale il 31 maggio 2015).
124. ↑  Autori vari, pp. 327-328.
125. ↑   Provaccia incredibilmente giallorossa: vince Legnarello col cavallo scosso, su ilgiorno.it. URL consultato il 27 maggio 2017.
126. ↑   Legnarello vince il Palio di Legnano 2017, su paliodilegnano.it. URL consultato il 29 maggio 2017.
127. 1 2  Autori vari, p. 154.
128. ↑  Autori vari, p. 255.
129. 1 2 3 4  Autori vari, p. 166.
130. ↑   Palio di Legnano 2015: Legnarello conquista la Teresa, su ilgiorno.it. URL consultato il 1º giugno 2015.
131. ↑   Palio di Legnano, Provaccia 2015: Legnarello vince il Favari, su ilgiorno.it. URL consultato il 1º giugno 2015.
132. 1 2 3 4  Autori vari, pp. 320-321.
133. ↑  Autori vari, p. 347.
134. ↑  Autori vari, p. 321.
135. ↑  D'Ilario, 2000, pp. 14-15.